# スターダストクルセイダース
『ジョジョの奇妙な冒険 Part3 スターダストクルセイダース』（ジョジョのきみょうなぼうけん パート3 スターダストクルセイダース、JOJO'S BIZARRE ADVENTURE Part3 Stardust Crusaders）は、荒木飛呂彦による日本の漫画作品『ジョジョの奇妙な冒険』のPart3（第3部）。単行本12巻 - 28巻に収録されている。今シリーズから「幽波紋」（スタンド）という設定が加えられ、以後、主な登場人物は皆スタンド使いである。
『スターダストクルセイダース』は後年に付けられた副題で、『週刊少年ジャンプ』連載と単行本当時の副題は「第三部 空条承太郎 ―未来への遺産―」。なお、画集『JOJO A-GO!GO!』にて発表された当初は「スターダスト トラベラーズ」という副題であったが、廉価版発行の際に現在のものに訂正されている。

## あらすじ
Part2『戦闘潮流』から約50年後、1988年の日本から物語は始まる。
プロローグ
ある日突然「悪霊」にとりつかれたとして、周囲の安全のために留置場に自ら閉じこもった空条承太郎のもとに、祖父のジョセフ・ジョースターとその友人であるモハメド・アヴドゥルが訪れ、承太郎の「悪霊」の正体が精神エネルギーが具現化した「スタンド」というものだと説明する。
これより数年前のこと、かつてジョセフの祖父・ジョナサンと戦った吸血鬼・DIOの棺が海底から引き揚げられていた。彼はジョナサンの首から下を乗っ取り、海底で100年もの間生き延びていたのである。復活してスタンド能力を得たDIOは、スタンド使いの配下を増やして世界を支配するという野望を再び巡らせていた。
アヴドゥルは、「ジョセフや承太郎にスタンドが発現したのは、DIOが原因」だという推測を補足する形で、「DIOが奪い取ったジョナサンの肉体から血縁者同士の影響を受けた」のだと承太郎に告げる。
序盤
その数日後、早速承太郎はDIOに洗脳され転校という形で送り込まれたスタンド使いの刺客・花京院典明と保健室で戦闘になるが勝利し、洗脳支配から解放した。
それから間もなく承太郎の母親・空条ホリィにもスタンドが発現するが、闘争本能が弱いホリィはスタンドを制御できず、ただ肉体を蝕まれるのみであった。ジョセフは承太郎に、彼女を救う方法は命が尽きるまでの推定50日以内にDIOを見つけ出して倒し、ジョナサンの肉体からの影響を断つことしかないと告げる。
ジョセフの念写能力と承太郎のスタンド能力を合わせた調査、それに加えて花京院の証言から、DIOがエジプトに潜んでいることを突き止めた承太郎たちはホリィの看病をスピードワゴン財団に任せ、道中で新たな仲間としてジャン＝ピエール・ポルナレフを加えながら、DIOの潜伏するエジプトを目指して旅に出る。
中盤
一方でDIOはジョースター家との因縁に決着をつけるため、タロットカードの暗示を受けた刺客のスタンド使いたちを承太郎たちに差し向ける。敵は旅客機を墜落させ、無関係の一般人を犠牲にすることも躊躇しないため、承太郎たちは少人数で海路・陸路を行くことを選択する。
香港島、インド、パキスタン、紅海を経由して、エジプトに入った彼らは財団が連れてきたスタンド使いの犬・イギーを新たに仲間へ加えて戦力を増強するが、送り込まれる刺客もまたエジプト9栄神の名のカードを冠する強力なスタンド使いとなっていく。それらを撃退しながらアスワン、ルクソール、ギザを経由して北上していき、ついにカイロへと辿りつく。
終盤
ホリィの容態が急変し、残り時間も少ない状況で、ついに一行はカイロにてDIOの潜伏する館を発見する。
DIOの側近のスタンドによってアヴドゥルとイギーを喪いながらも、一行はDIOのもとにたどり着く。だが、圧倒的な力を持っているDIOの「謎のスタンド能力」の前に、一時退却を余儀なくされてしまう。これを受け、一行は挟み撃ちの形を取るため承太郎とポルナレフ、花京院とジョセフの二組に別れて行動し始める。
花京院の犠牲によって、DIOのスタンド能力が「時を止める」能力であることを察知したジョセフは、遅れてやって来た承太郎にその事実を伝えた。それにより闘いの中で、DIOとまったく同じ「時を止める」能力を会得した承太郎だったが、DIOよりも時を止める時間が短く、苦戦を強いられる。
残ったジョセフとポルナレフも倒れて一騎討ちの激闘に陥った末、ついにDIOを撃破してホリィの救出にも成功する。ジョナサンの代から始まった、一族とDIOの100年にもわたる長き因縁に決着をつけたのだった。

## 登場人物
声の項はドラマCD版 / OVA版 / Part3対戦型格闘ゲーム版 / ASB版 / テレビアニメ版の順。テレビアニメ版以降のゲームや客演などは、すべてテレビアニメ版のキャストに準じている。
スタンドパラメータは『JOJO A-GO! GO!』より。タロットの番号はウェイト版に準拠する。

### ジョースター一行
空条 承太郎（くうじょう じょうたろう）
声 - 梁田清之 / 小杉十郎太 / 梁田清之 / 小野大輔 / 小野大輔（小学生時代 - 高森奈津美）
Part3の主人公。17歳。ジョセフの孫である高校生。DIOが復活したことにより生命の危機に陥った母・ホリィを救うため、幽波紋（スタンド）「スタープラチナ」を駆使してジョセフらと共にエジプトへ向かう。

ジョセフ・ジョースター
声 - 内海賢二（1巻・3巻）、納谷悟朗（2巻） / 大塚周夫 / 大川透 / 杉田智和 / 石塚運昇
承太郎の祖父で、Part2の主人公。69歳。DIOが復活した影響で念写能力を持つスタンド「ハーミットパープル」が覚醒する。その能力によりDIOの復活を知り、DIOの野望を阻止するため、娘のホリィを救うため、承太郎たちと旅に出る。相変わらずの頭脳の冴えと思考の柔軟性を見せる。

モハメド・アヴドゥル
声 - 大塚明夫 / 小林清志 / 江川央生 / 江原正士 / 三宅健太
ジョセフが第3部本編の3年前に知り合った友人。年齢は20代後半。身長188センチメートル・体重90キログラム。職業は占星術師で、生まれつきのスタンド使い。真面目な性格で揺るぎない意志を持つ反面、短気かつ頑固な部分も目立つが、これは本人も自覚している。性格上、柔軟なジョセフとはベストパートナーと評される。承太郎と出会う4か月前にDIOとカイロで遭遇したが、ジョセフから事前にDIOのことを聞かされていたおかげで、難を逃れた。道中の地理文化やスタンドに関する知識も豊富。
旅の途中、インドでホル・ホースに頭部を撃たれて死亡したと思われたが、変装して潜伏したまましばらく別行動を取り、紅海の小島で合流した。復活以降は頭部に弾丸の傷跡が残ったが、地中の敵に向けて連れ小便を見舞ったり、トイレの災難に巻き込まれたりと、豪快で乗りのいい一面を見せるようになる。
エジプトではジョセフと共に強力なスタンド使いを撃破するも、最期はDIOの館でヴァニラ・アイスの奇襲からポルナレフとイギーを庇って死亡した。彼の肉体はスタンドの暗黒空間に飲み込まれ、粉みじんに分解された。死後、ヴァニラ・アイスを倒したポルナレフの前にイギーと共に幻影として現れ、天に昇っていく描写がなされている。
OVA版でも同様に一時戦列を離れるが、再会した場所が原作と異なる。また、DIOの館へ突入した後のエピソードも敵キャラクターが一部登場しないために変更されており、DIOの棺桶を開けたことで彼の攻撃を受け（DIOの能力描写のためのヌケサクの役割が振られている）、駆け寄ってきたポルナレフを庇ってクリームの亜空間に飲み込まれた。
プロフィールによると好物は寿司であり、テレビアニメ版では日本の茶道に興味を持ち、嗜む面も描かれているなど、日本の風習に関心を持っていることが描かれている。
名前の由来はアメリカのアーティスト兼振付師の「ポーラ・アブドゥル」。正式には「アヴドゥル」だが、由来と同じ「アブドゥル」と誤記されている場面もある。また、綴りは "Muhammad Avdol" であり、由来である "Abdul" とは異なる。なお、ビズメディアから発売されている原作漫画および『オールスターバトル』の北米版では "Mohammed Avdol" と変更されているが、Crunchyrollで配信されているテレビアニメ以降の北米版では元に戻されている。
マジシャンズレッド（魔術師の赤）
【破壊力 - B / スピード - B / 射程距離 - C / 持続力 - B / 精密動作性 - C / 成長性 - D】
猛禽類の頭部を持った人型の像（ビジョン）のスタンド。鉄をも溶かす灼熱の炎を自由自在に操ることで中距離戦を得意とし、また単純な近接格闘能力も非常に高い。得意技は炎をアンクの形状にして撃ち出す「クロスファイヤーハリケーン」、炎のアンクを何体も分裂して放つ「クロスファイヤーハリケーンスペシャル」。また、エネルギーを探知する「炎の探知機」を作り上げることもできる。高熱火炎の脅威をすでに知っている敵も多く、緒戦で一番に片付けようとされることが多い（J・ガイル&ホル・ホース、ンドゥールなど）。火力の高さゆえに、閉所、特に乗り物内での戦闘には向かないという欠点がある。
名の由来はタロット大アルカナ1番目のカード「魔術師」。不死鳥のイメージで、デザインはエンキ・ビラルのキャラクターに影響を受けており、他の仲間とシルエットが被らないように鳥のような頭になっている。スタープラチナに先立って、作中で最初にはっきりと登場したスタンドである。
花京院 典明（かきょういん のりあき）
声 - 速水奨 / 鈴置洋孝 / 真殿光昭 / 遊佐浩二 / 平川大輔
承太郎の通っている高校に転校してきた高校生。17歳。身長178センチメートル・体重65キログラム・血液型A型。アヴドゥルやポルナレフ同様に、生まれつきのスタンド使い。端正な顔立ちをしており、旅の途中で出会った女性を、ときめかせたこともあった。家族とのエジプト・ナイル旅行中にDIOと出会い「肉の芽」を植え付けられ、承太郎への最初の刺客として登場する。高校の医務室にて先生をハイエロファントグリーン（法皇の緑）で操りながら承太郎と交戦するが敗北し、彼のスタープラチナで「肉の芽」を取り除かれて正気を取り戻す。その後、DIOを倒すためにエジプトを目指すジョースター一行の旅に同行する。転校して早々、家族に黙って出発したために実家では大騒ぎになっているはずと本編では語られている。
幼い頃から「スタンドを持たずスタンドを見ることもできない人間とは真に心をかよわせることはできない」と考えていたため、承太郎たちに出会うまで友人は全くいなかった。冷静沈着な性格であり、デス・サーティーンの策略やDIOのスタンド能力の正体をただ一人看破するなど洞察力にも長けている。一行の中では性格は比較的控えめで礼儀正しいが、一般人をも巻き込む凶悪な敵スタンド使いには容赦がない。また、ポルナレフと共に下ネタギャグに興じるなど俗事にも通じている。チェリーが好物で、食べる時に舌の上で「レロレロ」と転がす癖がある。テレビゲームが得意で、特にレースゲーム『F-MEGA』はかなりやり込んでおり、ハイエロファントグリーンを使ってのスピン攻撃を使うなど、高い腕前を持つ。
旅の途中でンドゥールのゲブ神によって両目を負傷し、アスワンの病院へ一時入院したが、DIOの館突入直前に退院して承太郎たちと再会すると、サングラスを着用して戦線に復帰する。DIOとの決戦でハイエロファントグリーンの結界を破られて致命傷を負うが、その折にザ・ワールドが「時を止める能力」を持っていることに気付き、ジョセフにメッセージを遺して死亡した。
名前の由来は宮城県仙台市の地名「花京院」。『ジョジョニウム』12巻後書きによれば、作者自身は花京院の名前を「てんめい」と名付けたつもりであり、エンヤ婆のホテルに宿泊した際に、宿帳には「Tenmei Kakyoin」と名前を音読みで署名していた。
スピンオフ作品『クレイジー・Dの悪霊的失恋』では、杜王町の墓地に埋葬されていることや、その死の真相は有耶無耶にされており、不明なままであることが明かされている。
ハイエロファントグリーン（法皇の緑）
【破壊力 - C / スピード - B / 射程距離 - A / 持続力 - B / 精密動作性 - C / 成長性 - D】
身体を人型から紐状（実際は帯状に近い）に分解して活動できる遠隔操作型のスタンド。スタンド自体が長大に伸びるために射程距離は広く、100m以上離れられる。単純なパワーは高くはないが、宝石型のエネルギー弾を一度に何十発も発射する技「エメラルドスプラッシュ」を持ち、その破壊力は絶大である。紐状の状態では人体、またはスタンドの中へ潜り込んだり、射程を活かして随所へ張り巡らし異物を探知し、触れると「エメラルドスプラッシュ」を発射する「結界」を造ることができる。
スタンド像は、全身に網目状の模様があるため、承太郎からは「光ったメロン」と形容されていた。デザインのイメージもメロンであり、敵味方でバランスを見ながら色を割り振られてグリーンとなった。
スタンド名の由来はタロット大アルカナ5番目のカード「教皇」。当初のスタンド名は「ハイエロファントエメラルド」だったが、洗脳が解けた後は「ハイエロファントグリーン」になっている。文庫版とアニメ版では「ハイエロファントグリーン」に統一されている。
ジャン＝ピエール・ポルナレフ
声 - 山口健 / 森功至 / 垂木勉 / 平田広明 / 小松史法（少年時代 - 藤村歩）
生まれついてのスタンド使い。22歳のフランス人。DIOに洗脳され敵として現れたが、支配から解放されて仲間となった。妹を殺した仇の男を探し出して復讐する目的を抱く。スタンドは戦車のカードの暗示「銀の戦車」。
『オールスターバトル』の北米版では "Jean Pierre Eiffel"（ジャン＝ピエール・エッフェル）、『アイズオブヘブン』の北米版では "Jean Pierre"（ジャン＝ピエール）と改名されているが、原作漫画やテレビアニメの北米版ではそのままである。

イギー
声 - なし / 不明 / 不明 / 千葉繁 / 福圓美里
血統書付きのボストン・テリア。身長33.3センチメートル。人間の頭髪を口でむしり、その最中に屁をするという趣味を持つ。コーヒー味のチューインガムが大好物。登場当初は実物のボストン・テリアさながらにリアルなデザインだったが、話が進むにつれてデフォルメされていき、顔つきが引き締まって表情も豊かになった。とある大金持ちの家で飼われていたが、非常に高い知性を持っていたため、次第に飼い主を含めた人間全般を見下すようになり、家出した。その後、ニューヨークで野良犬のボス格として君臨し、自由気ままに生きていたところをアヴドゥルが発見し、やっとの思いで捕まえた。そしてジョースター一行がエジプトへ上陸した直後、スピードワゴン財団のヘリによって助っ人として連れて来られる。
イギーからすれば人間の都合で勝手にエジプトまで連れてこられただけであり、エジプト9栄神との戦いも人間同士の争いと無関心な態度で接してきたが、カイロでDIOの館を偶然発見する。その際も当初はジョセフたちに教えるつもりはなかったが、飼い犬を探してDIOの館に入り込もうとした少年をペット・ショップから助けたことから、戦闘に突入する。ペット・ショップの常軌を逸した猛攻と追跡に遭い、かろうじて勝利するが左前足を切断する重傷を負う。このことに激怒し、それまで無関心だった態度を一変させ、ジョセフたちをDIOの館まで案内した。
DIOの館ではポルナレフの相棒として戦うが、ヴァニラ・アイスにDIOの姿を模した砂人形で攻撃しようとしたことで激昂させ、徹底的に痛めつけられる。最期は自身の命の危険を顧みずポルナレフを救い、そのまま力尽きて死亡した。死後、ヴァニラ・アイスを倒したポルナレフの前にアヴドゥルと共に幻影として現れ、天に昇っていく描写がなされている。OVA版でもポルナレフの危機を救ったが、ヴァニラ・アイスのクリームによって下半身を消し飛ばされる。ポルナレフが、ヴァニラ・アイスを倒した後に、彼に看取られながら死亡した。
OVA版と第3部格闘ゲーム版では鳴き声に犬のサンプリングボイスが使用されている。格闘ゲーム版ではサンプリングボイスと併用で、心の声やモノローグなどを話すために声優がキャスティングされている。『オールスターバトル』でもサンプリングボイスは使用されているが、セリフと重なる一部の鳴き声は担当声優の千葉が担当している。テレビアニメ版以降の関連作品では、鳴き声・セリフともに全て担当声優の福圓が担当している。
名前の由来はアメリカのアーティスト「イギー・ポップ」。
Part3対戦型格闘ゲームの北米版では "Iggi" と改名されており、由来である "Iggy" とは綴りが異なる。他のメディアの北米版では由来どおりである。
ザ・フール（愚者）
【破壊力 - B / スピード - C / 射程距離 - D / 持続力 - C / 精密動作性 - D / 成長性 - C】
砂と同化し、砂を操る変幻自在のスタンド。砂を媒介としている関係で物理的な攻撃ではスタンドとイギー本体にダメージが入らず、スタンドの基本ルールである「スタンドが傷つけば本体も傷つく」が多くの場面で適用されないという驚異の強みがある。その関係上、ダメージを与えるには基本的に本体であるイギーを狙わなければいけない。砂で羽を形成し、空中をグライダーのように滑空できる。全体像は犬の後ろ足が車輪になった形状で、羽飾りやマスクが付いている。物質同化型で砂を主成分とする能力上、防御力に極めて秀でる反面、スピードとパワーはさほど強くなく、滑空の際には承太郎をぶら下げたままでは高度の長時間維持はできなかった。
スタンド名の由来はタロット大アルカナ0番目（番号無し）のカード「愚者」。デザインは獣と車を融合させたものに、砂（砂漠）からネイティブ・アメリカン的な要素が取り入れられている。なお、スタンドの下肢が車輪になっているのはF1のレーシングカーをモチーフとした物で、これは「連載当時の『週刊少年ジャンプ』がF1チームマクラーレンのスポンサーであり、ジャンプの誌面で触れることも多かったので、タイムリーだと思って採用した」とのことである。

### タロットカードに暗示された敵スタンド使い
DIO配下の暗殺者たちで、ほとんどが金で雇われている。
この内、本体名のグレーフライ、フォーエバー、ラバーソール、ズィー・ズィー、アラビア・ファッツ、マニッシュ・ボーイの名前は、劇中に登場しない。テレビアニメ版では、アイキャッチでの字幕やエンディングクレジットに登場している。
グレーフライ
声 - なし / なし / 不明 / なし / 長克巳
エジプト行きの飛行機の機内でジョースター一行を襲ったスタンド使いの老人。根っからの悪党で、DIOに仕える以前から旅行者を事故に見せかけた大量殺人を繰り返して金品を巻き上げており、スタンド使いたちに広く知られている。舌にはスタンドと同じ形の窪みがある。戯れで乗客たちの舌を引き千切って殺害するなど、非常に残酷な性格である。
機内では無関係の乗客を装ってジョースター一行を狙い、花京院の当身を食らって気絶したふりをしながら彼とスタンド戦を展開。自慢のスピードでハイエロファントグリーンのエメラルドスプラッシュを躱し、「塔針（タワーニードル）」による攻撃で彼を負傷させるが、花京院を見くびっていたことが仇となって攻撃の回避が困難な閉所に追い込まれていたことに気づかず、その周囲に忍ばせていたハイエロファントグリーンの触手でスタンドをバラバラに千切られて敗北する。だが、事前に機長らを殺害して自動航行装置も破壊していたたため、飛行機を不時着させて一行を足止めするという役割は果たす。
DIOに肉の芽を植え付けられておらず金で雇われていたが彼への忠誠心は高く、最後は頭部と舌が裂ける致命傷を負ってなお立ち上がってDIOの偉大さを称えると、自分以外にもスタンド使いが襲来することを言い遺し、承太郎一行を嘲笑しながら死亡した。
名前の由来は、アメリカのアーティスト「グレン・フライ」。
タワーオブグレー（灰の塔）
【破壊力 - E / スピード - A / 射程距離 - A / 持続力 - C / 精密動作性 - E / 成長性 - E】
巨大なクワガタムシの像を持つスタンド。スタープラチナの両手ラッシュさえも躱すほどの驚異的なスピードを誇り、口中の「塔針（タワーニードル）」というチェーン状に伸び縮みする器官によって人間の舌を引き千切ることを得意とする。また、突進で何人もの乗客らの口腔を座席越しに突き破り殺害するなど、高い殺傷能力を持つ。
スタンド名の由来は、タロット大アルカナ16番目のカード「塔」。
偽キャプテン・テニール
声 - なし / なし / 不明 / なし / 玄田哲章
スピードワゴン財団から派遣されたチャーター船の船長だが、その正体はテニール船長を殺害してすり替わった敵スタンド使い。本名は不明。訓練により常人の3倍の肺活量を持っており、潜水での自己ベストは6分12秒の記録を誇る。
承太郎に正体を見破られると、承太郎を海中へ引きずり込み、スタンドで猛烈な渦を発生させたうえで鋭い鱗を放って仕留めようと目論むが、スタープラチナの「流星指刺（スターフィンガー）」によって頭部を切り裂かれて敗北する。しかし、事前に用意していた爆破装置によって船は爆破される。
なお、本物のテニール船長が乗っていた船の乗組員は全員が10年以上同乗しているベテランであったが、事前にスピードワゴン財団より船長の紹介を受けていたジョセフを含め、承太郎に見破られるまでは誰も船長が偽物であることに気づいていなかった。
名前の由来は、アメリカのポップ・グループ「キャプテン&テニール」。
原作漫画の北米版では "Captain Teneil" と改名されており、由来である "Tennille" とは綴りが異なる。テレビアニメの北米版では、"Captain Dragon"（キャプテン・ドラゴン）と改名されている。
ダークブルームーン（暗青の月）
【破壊力 - C / スピード - C / 射程距離 - C / 持続力 - B / 精密動作性 - C / 成長性 - D】
四つ目の平たい頭をした半魚人のような像のスタンド。水中での戦いを得意としている。四肢には鋭い爪と水かきを持ち、船のスクリューの回転よりも鋭い水中カッターとなる。水中で素早く動いて渦を作り出すこともでき、渦の中に鋭い鱗を大量に放って敵を切り刻む戦法を使う。また、フジツボを相手のスタンドに付着させることで、エネルギーを吸い取る。
スタンド名の由来は、タロット大アルカナ18番目のカード「月」。
フォーエバー
声 - なし / なし / 不明 / なし / 山口勝平
エンヤ婆が送り込んだ刺客7人の内の1人（1頭）。オランウータンでありながらスタンド能力を持ち、人間並みの高度な知性を持っている。それに加え、自身の知能を誇る傲慢な振る舞いや人間の女性の裸に興味を示す姿も見せた。
偽キャプテン・テニール戦を経て南シナ海を漂流していたジョースター一行の前に船と共に現れ、船内に誘い込む。船員たちを皆殺しにして一行を拘束したが、承太郎の挑発に乗って激昂した隙を突かれ、敗北する。最後は腹を露出して降伏の意思を示したものの、承太郎に「動物としてのルールの領域をはみ出した」と一蹴され、スタープラチナのラッシュで殴り倒される。
OVA版ではポルナレフを倒したジョースター一行を急襲し、承太郎を押し潰そうとするが、背後からポルナレフに真っ二つに斬られる。
名前の由来は、ウータン・クランのアルバム「ウータン・フォーエバー」。本体が猿（オランウータン）という設定も「ウータン・フォーエバー」からであり、1986年のホラー映画『リンク』も影響しているとされている。
ストレングス（力）
【破壊力 - B / スピード - D / 射程距離 - D / 持続力 - A / 精密動作性 - E / 成長性 - E】
船と同化したスタンド。小さな船を強大なエネルギーで巨大な貨物船のように見せ、スタンドでありながら普通の人間にも視認できる。船内に設置されている物体を意のままに操作するほか、本体自身が壁の中に入って船内を自由に移動したり、相手を壁や甲板の中へ引きずり込んだりすることもできる。OVA版では、船の部品をナイフやパイプに変えるといった能力も見せる。
スタンド名の由来は、タロット大アルカナ8番目のカード「力」。デザインのイメージは、幽霊船とメアリー・セレスト号の伝説。
呪いのデーボ
声 - なし / なし / 長嶝高士 / 石塚運昇 / 樫井笙人
エンヤ婆が送り込んだ刺客7人の内の1人。政財界の大物も御用達の殺し屋で、「アメリカインディアンの呪術師」という触れ込みで知られている。スタンド使いの間でも有名である。相手を恨むことによって強くなるというスタンドの性質上、全身には自らが相手を恨むためにわざと受けた無数の傷跡がある。
シンガポールのホテルの一室で1人になったポルナレフを襲撃してわざと攻撃を受け、逃げたうえで部屋に設置していた人形を操って戦闘となる。本体の目の届かない場所では戦えないシルバーチャリオッツの弱点を突き、ベッドの下に誘い込んで拘束し、ベッドの上から攻撃を繰り出すという戦法でポルナレフを一方的に追い詰める。部屋の床にジュースや酒などを撒き散らし、漏電していたドライヤーでポルナレフを感電死させようとするが、割れた鏡で相手の位置を把握され、形勢逆転される。最期は、ポルナレフによってスタンドの全身（急所以外）を切り刻まれ、ズタズタとなって死亡する。その遺体は、隠れていたトイレを開けた別の従業員に発見される。
なお、原作ではポルナレフが疲労困憊のままジョセフたちと合流するところで終了しているが、テレビアニメ版では従業員の殺害容疑で警察の取り調べを受けているポルナレフを、ジョセフがスピードワゴン財団を通じて救う場面が補足されている。
名前の由来は、アメリカのロックバンド「ディーヴォ」。
Part3対戦型格闘ゲームの北米版では "D'Bo"（ディーボ）と改名されており、由来である "Devo" とは綴りが異なる。原作漫画およびテレビアニメの各々の北米版では、"Soul Sacrifice"（ソウル・サクリファイス）と改名されている。
エボニーデビル（悪魔）
声 - なし / なし / 不明 / 宮下栄治 / 樫井笙人
【破壊力 - D / スピード - D / 射程距離 - A / 持続力 - B / 精密動作性 - D / 成長性 - B】
本体の恨みをエネルギー源とするスタンド。古代サルデーニャ戦士の彫像を思わせるヴィジョンで、人形に憑依し、操作することで標的を攻撃する。相手への恨みが強ければパワーも増し、遠隔操作型でありながら近距離パワー型並みの戦闘能力を発揮できる。また、通常ならスタンドを傷つけられない剃刀や割れたビンなどを使い、シルバーチャリオッツを傷つけていた。憑依した人形を傷つけられると、本体にダメージがフィードバックする。
作中では下ネタ発言の連発や、飲み物を床にまき散らしては「小便ができていればもっと濡らしていた」と不気味に笑うなど下品さと卑猥さが際立っている。
スタンド名の由来はタロット大アルカナ15番目のカード「悪魔」。スタンドの発想は、『チャイルド・プレイ』などのホラー映画から。人形のデザインはアフリカの呪術人形のイメージ。
ラバーソール
声 - なし / なし / 不明 / なし / 川田紳司
エンヤ婆が送り込んだ刺客7人のうちの1人。ハンサム顔と自称しており、口が汚く下品。自身が優位に立っている際には尊大に振る舞う一方、不利になると仲間の情報も売るほど下手に出て弱気になり、その後隙が見えたと見るや不意打ちを試みるなど、卑怯者を絵に描いたような性格をしている。DIOに金で雇われており、承太郎を殺害すれば1億ドルを貰える契約を結んでいた。
花京院に化けて承太郎に近づき、奇行で露骨に怪しまれ、顔を殴られたことで変装が暴かれ戦闘となる。スタンドで自身の身体を覆う攻防一体の能力で承太郎を追い詰めるが、承太郎もろとも川に落とされ、呼吸ができなくなってしまい、スタンドの防御を解いて顔を出したところを攻撃される。降参して承太郎に「両右手の男」（J・ガイル）の能力の一端について教えていたが、隙を突いて不意打ちに出たものの反撃され、失敗する。逃げ出そうとしたところを捕らえられて再度降参するが、命乞いがもはや聞き入れられるはずもなく、最後はスタープラチナのラッシュ追撃を受けて再起不能となる。
なお、原作では騒動の最中における本物の花京院の行動については不明であったが、テレビアニメ版では「承太郎に置いて行かれたからプールサイドで（学生服のまま）日光浴をしていた」ことが本人の口から語られている。
名前の由来は、The Beatlesのアルバム「ラバー・ソウル」。
Part3対戦型格闘ゲームおよび『アイズオブヘブン』の北米版では "Robber Soul" と改名されており、由来である "Rubber Soul" とは綴りが異なる。
イエローテンパランス（黄の節制）
【破壊力 - D / スピード - C / 射程距離 - E / 持続力 - A / 精密動作性 - E / 成長性 - D】
スライム状のスタンド。接触した生物の肉を溶かして捕食することにより強さや大きさが増し、取り込んだ肉と一体化するために普通の人間にも視認できる。ラバーソール曰く「弱点はない」と豪語するだけあって、どんな衝撃も分散・吸収する柔軟さを持つため、本体がまとえば無敵の「攻撃する防御壁」となる。能力の応用で他人そっくりに変装することもできる。肉片の一部が相手に喰い込めば、相手を食い尽くすまで離れない。この他にも、熱や冷気などにも強く、わずかな隙間があればそこから侵入して相手に食らいつくなど、能力への活用範囲は非常に広い。
花京院に化けていた際にはハイエロファントグリーンを使用していた場面もあったが、Part3対戦型格闘ゲーム版ではハイエロファントグリーンに姿を似せたイエローテンパランスという扱いになっている。
スタンド名の由来はタロット大アルカナ14番目のカード「節制」。
ホル・ホース
声 - 難波圭一 / 若本規夫 / 不明 / 大塚芳忠 / 木内秀信
エンヤ婆が送り込んだ刺客7人のうちの1人。テンガロンハットを愛用し、ガンマンを気取る男。暗殺者としての度胸も据わっており、自分の能力もわきまえた実力者である。「パートナーを得て、初めて実力を発揮するタイプ」との自認から、「No.1よりNo.2」を人生哲学にしている。その性格上、金で雇われた他のスタンド使いと同じくDIOに心酔しているわけではなく、後述のように彼の命を狙ったこともある。パートナー選びに関しては高い才能を持ち、ポルナレフも「一人では怖くないが人の才能を見抜く才能があり、優秀な者と組むと恐ろしい実力を発揮する」と認めるほど。世界中にガールフレンドがおり、「世界で最も女性にやさしい」と自称する。女性を容姿では差別せず、暴力も振るわない。だが調子よく嘘はつくプレイボーイである。
カルカッタでJ・ガイルとコンビを組んでアヴドゥルを倒すが、後にJ・ガイルの敗北を知るや否や即逃走する。その件でエンヤ婆の怨みを買い、ジョースター一行もろとも始末されそうになるが、彼らに一時協力することで切り抜ける。その後、エジプトでDIOから一行の始末を催促された際に彼の暗殺を試みるが、ザ・ワールドの片鱗に触れたことで精神的に屈して改めて忠誠を誓い、一度敗北していたボインゴと半ば強引にコンビを組む。攻撃前にポルナレフに見つかって返り討ちにも遭いかけるが、ボインゴの予言通りポルナレフの鼻に指を突っ込んだことから事態を切り抜ける。さらに正午に下水パイプからエンペラーの銃弾を打ち込むと承太郎の頭を直撃するという予言通りに行動するが、腕時計の時間が少しずれているため、撃った銃弾は戻ってきて自身の頭に命中する。その結果、かつて自分がアヴドゥルに与えた傷と同じ重傷を負って物語から退場する。
敵キャラクターでありながら、4度も登場して2度もジョースター一行と戦った末に生き残っている。このことは、スピンオフ小説版『OVER HEAVEN』でも言及されており、DIOが彼を評価する複数の要因の一つとされた。
『JOJO-A-GO!GO!』によれば仲間になるという案もあったというが、「仲間になりそうで、ならない」ということになった。また、作中で咥えタバコが禁煙パイプに変わったが、これは作者がタバコ嫌いになったことが影響しており、彼を「考えをコロコロ変える男」としているためという。
名前の由来は、アメリカのポップス・デュオ「ダリル・ホール&ジョン・オーツ」。
ドラマCD版では原作とは異なり、アヴドゥルを倒してJ・ガイルと別行動を取った後に酒場で承太郎と1対1の対決となる。また、OVA版ではバイクに乗っており、結末もエンヤ婆に重傷を負わされたまま戦闘に参加できず再起不能になっている。
スピンオフ作品『クレイジー・Dの悪霊的失恋』では、スタンド能力を以前と同様に使えるまでに回復しており、過去の経験から時間に厳しく腕時計を何本も付けている。とある依頼を受けて再びボインゴとコンビを組み、杜王町にて東方仗助と出会うこととなる。
エンペラー（皇帝）
【破壊力 - B / スピード - B / 射程距離 - B / 持続力 - C / 精密動作性 - E / 成長性 - E】
リボルバーと オートマチックを組み合わせたデザインの銃とそれに装填される弾丸のスタンド。弾丸そのものもスタンドであるため、弾丸の軌道を自在に操ることができ、弾切れを起こさずに連射できる（ただし、射撃の際は撃鉄を起こす必要がある）。弾丸操作はシルバーチャリオッツの剣を回避するほどの精密さを誇るが、あくまでホルホース自身の意思で操作しているため、弾丸から意識を逸らすと暴走してしまう欠点がある。しかも射程はあまり長くなく、標的が射程外だと弾丸が当たっても威力は低い。拳銃は一瞬で掌中に出現させることが可能となっており、「暗殺こそが『皇帝』の本質」と自認する。一方、普通の人間には視認できないスタンドであることから、脅迫には使えない。
スタンド名の由来は、タロット大アルカナ4番目のカード「皇帝」。
J・ガイル
声 - 千葉繁 / 麦人 / 不明 / 立木文彦 / 桐本琢也
エンヤ婆の息子にして、彼女が送り込んだ刺客7人のうちの1人。ポルナレフにとっては妹の仇である「両右手の男」で、醜悪な風貌をしている。己の欲望のために犯罪を重ねる卑劣漢。ホル・ホースからは「（J・ガイルの）旦那」と呼ばれている。
カルカッタでホル・ホースとタッグを組み、スタンドの遠隔操作による不意打ちと連携でアヴドゥルを倒すことに成功する。そのままポルナレフと花京院を追い詰めるが、ポルナレフにスタンドの移動軌跡を読まれて手傷を負わされる。本体を突き止められるものの一般人たちを盾にポルナレフと花京院を攪乱するが、花京院の機転によって形勢逆転され、最後はポルナレフによる「針串刺しの刑」に遭い、死亡する。その衝撃で死体は鉄柵に逆さまに落下し（OVA版では鉄条網に絡まり）、自らのスタンド名どおり「吊られた男」として晒される。
作中では「シェリーを殺害した際に彼の周囲に膜が張られたように雨が避けていった」という説明がされており、テレビアニメ版でもポルナレフの前にホル・ホースと現れたJ・ガイルの周囲を雨が避けていく描写がある。
名前の由来は、アメリカのロックグループ「J・ガイルズ・バンド」。
OVAの北米版では "J. Gail"（J・ゲイル）、『オールスターバトル』以降およびテレビアニメの北米版では、"Centerfold"（センターフォールド）と改名されている。
ハングドマン（吊られた男）
【破壊力 - C / スピード - A / 射程距離 - A / 持続力 - B / 精密動作性 - D / 成長性 - D】
包帯を身にまとったミイラ男に、左側頭部に機械的な要素を追加して生物感を消した像。テレビアニメ版では本体と同じ両右手に変更されている。手首の内側には刃を装着し、武器としている。遠隔操作型のスタンド。
鏡に映る像として出現し、鏡像に干渉することで実際の対象への攻撃や干渉が可能となる。鏡を破壊してもスタンドにダメージはなく、破片の中から攻撃を続けてくる。DIO配下のスタンド使いの間でも断片的に、「鏡を使う能力である」と噂になっていた。対峙した相手には「鏡の中にいるから無敵」と揺さぶりをかける。鏡や水面、金貨や瞳など反射面があれば何でもよい。
実際には、「鏡のスタンド」というよりも「光のスタンド」といった方が実情に則している。鏡から鏡への反射（三次元・一直線）を繰り返すことで移動する性質をもつ。弱点は移動中の軌道を読まれて攻撃されること。また、鏡が何らかの理由でブラックアウトを起こした（例えば瞳に映った場合は、瞳が閉じられるなど）場合は、強制的にその先にある反射する物体へ移動させられる。
本質が光であることを見抜かれない限りは無敵といえ、見抜かれても反射面を増やす、特に群衆の瞳に潜むことで人質を取るという戦術で弱点をカバーする。テレビアニメ版では、群衆の瞳から瞳へ移動しつつポルナレフを斬り刻む描写がされた。
スタンド名の由来は、タロット大アルカナ12番目のカード「吊られた男」。
ネーナ
声 - なし / 豊口めぐみ / 不明 / なし / 雪野五月
エンヤ婆が送り込んだ刺客7人のうちの1人。醜女だが、スタンド能力で美女の姿に擬態している。
最初はホル・ホースに求愛する貴族の娘に化け、カルカッタでジョースター一行に追い詰められたホル・ホースを逃がす。その際、密かにジョセフの腕へスタンド「エンプレス」を寄生させる。そのまま一行に同行してベナレスに着くと、付き添ったポルナレフとジョセフが邂逅するのを避けるため、言い寄るなどして彼の目を遠ざけるが、キスをする直前にジョセフに倒された遠隔操作型のスタンドがバラバラにされダメージが跳ね返り、化けの皮が剥がれて死亡する。
OVA版ではクレジットに「ホル・ホースの女」と表記され、敵として登場しない。
名前の由来は、西ドイツ（連載時）のロックグループ（あるいはそのボーカル）「ネーナ」。
エンプレス（女帝）
【破壊力 - C / スピード - E / 射程距離 - A / 持続力 - A / 精密動作性 - D / 成長性 - D】
本体の血液を付着させた箇所に、人面瘡となって取り憑くスタンド。食べ物を摂取することで次第に成長し、取り憑いた相手に攻撃を仕掛けられるようになる。また、本体に肉を纏わせ、外見を偽装することもできる。取り憑いた対象の肉と同化しているスタンドなので普通の人間にも視認できるほか、スタンドが発する声を聞かせることも可能。「チュミミ〜ン」という特徴的な口癖がある。
ジョセフの腕に寄生し、ベナレスに着くと病院で医師を殺害し、ジョセフにその罪を擦り付ける。ジョセフが警察に追われている間、自分は市場から盗んだ食べ物で物理的戦闘が可能なまでに成長し、そのまま殺害しようとするが、彼の策でコールタールに固められて戦闘不能となり、命乞いするもハーミットパープルで引き剥がされてバラバラに切断され、敗北する。
スタンド名の由来は、タロット大アルカナ3番目のカード「女帝」。成長後のデザインは、インドの仏像をアレンジしたものになっている。
ズィー・ズィー（Z.Z）
声 - なし / なし / 不明 / なし / 岩崎征実
エンヤ婆が送り込んだ刺客7人のうちの1人。DIOには金で雇われた。
自動車の窓から逞しい腕を見せながら口汚く罵るが、実際は腕だけ筋肉質で他は貧相という奇妙な体格をした男。
パキスタンへ向かうジョースター一行の前に謎のドライバーとして度々現れ、挑発や不審な行動を繰り返す。本性を現してからは自動車を変形させたスタンドで執拗にジョースター一行を襲撃するが、地中に逃れてガソリンの炎をやり過ごした承太郎に車ごとオラオララッシュを叩き込まれて敗北する。その後は態度を一変させて命乞いをするが、パスポートや車を奪われた挙句に身体を岩に縛りつけられ、そのまま放置される。承太郎はこの戦いで制服が焼失したため、次戦までに服屋で制服を仕立ててもらっている（テレビアニメ版ではこのシーンが補完され、服屋の店員も登場する）。
承太郎に勝利したと思った際には「勝ったッ！ 第3部完！」と宣言し、彼から「（次回からは）誰がこの空条承太郎の代わりをつとめるんだ？」と問い返されるという、メタフィクション調のやり取りが描かれている。
名前の由来は、アメリカのロックグループ「ZZトップ」。
Part3対戦型格闘ゲームの北米版では "Zi Zi"、テレビアニメの北米版では "Zii Zii" と改名されており、由来である "ZZ" とは綴りが異なる。
ホウィール・オブ・フォーチュン（運命の車輪）
【破壊力 - B / スピード - D / 射程距離 - D / 持続力 - A / 精密動作性 - E / 成長性 - D】
普通の自動車を変形させて操るパワー型スタンド。自動車と一体化しているため、普通の人間にも視認できる。ガソリンを超高圧で弾丸のように飛ばして攻撃する。崖から落とされ、爆発しても即座に再生して地中を掘り進んだり、ボディを変形させて岩の隙間に潜り込むなど、車の常識を遥かに外れた動きで相手を徹底的に追い詰める。また、カーチェイスでは逃げ道がない断崖絶壁を巧みに利用し、ポルナレフたちが乗る車の後ろに回り込んで彼らを崖から突き落とすなど、本人自身の運転技術も高い。しかし、スタープラチナに車体を殴られた際には、本体にダメージが届いて負傷している。
スタンド名の由来は、タロット大アルカナ10番目のカード「運命の輪」。イメージは映画『激突!』や『クリスティーン』のように襲いかかってくる車で、1960年代から1970年代のアメリカ車を改造した生き物のようなデザインとなっている。
エンヤ婆（エンヤ・ガイル）
声 - なし / 深見梨加 / 不明 / 三輪勝恵 / 鈴木れい子
DIOの側近を務める老婆で、同時に彼にスタンドの存在と能力の発現の方法を教えた張本人。DIOを崇拝し、絶対の忠誠を誓っている。息子のJ・ガイルと同じく両手が右手である。J・ガイルを溺愛しており、彼がポルナレフに殺されたときには「心の清い息子が卑劣な手段で惨殺された」との旨を発言している。ポルナレフに「ジョイナー以上」と評される脚力をはじめ、ハサミ1つでシルバーチャリオッツと互角以上にやり合うなど、老婆とは思えないほどの驚異的な身体能力を誇る。
当初はDIOの傍らでジョースター一行に差し向ける刺客たちを采配していたが、J・ガイルを含む7人の刺客全員が敗れたために面目を潰されて怒り狂い、単身で復讐に向かう。霧のスタンド能力の幻覚で墓場を町に見せかけて宿屋の女主人に扮するが、承太郎を宿泊台帳に偽名を使っていたことに気づかずに本名で呼んでしまったため、追っ手であることが露呈する。戦闘ではポルナレフとホル・ホースを手玉に取ってジャスティスで承太郎を翻弄するが、スタープラチナの呼吸によって自身のスタンドごと吸引されて窒息し、失神する。その後、DIOの秘密を探ろうとするジョースター一行に捕らえられるが、スティーリー・ダンに口封じとして肉の芽を植えつけられ、脳を食い破られて殺される。死の間際、自分がDIOに切り捨てられたことに驚愕するが、最後までDIOへの忠誠は変わらず、彼の秘密を守り通す。
原作では、登場当初はDIOと並んでもそれなりの身長かつ普通の頭身だったが、連載が進むにつれてデフォルメ化が進み、低身長低頭身に変わった一方、テレビアニメ版では当初から低身長低頭身で描かれている。作中では「エンヤ婆」としか呼ばれておらず、画集『JoJo6251 ［荒木飛呂彦の世界］』で初めてフルネームが明かされ、OVA版でも使われた。名前の由来は、アイルランド出身の女性歌手「エンヤ」。
Part4やPart5などでも「魔女エンヤ婆」などと称され、物語の、特に「スタンド」や「矢」の設定において存在感を示した。
OVA版では、スタンド能力で若い女性の姿と老婆の姿を使い分けてジョースター一行を欺くが、承太郎が原作で偽キャプテン・テニールに使った方法により、見破られる。また、死後は太陽の光を浴びて灰になり、消滅する。
Part3対戦型格闘ゲームおよびOVAの北米版では "N-Yah Gail"（エンヤー・ゲイル）、原作漫画およびテレビアニメの北米版では "Enyaba Geil"（エンヤバー・ガイル）と改名されている。
ジャスティス（正義）
【破壊力 - D / スピード - E / 射程距離 - A / 持続力 - A / 精密動作性 - E / 成長性 - E】
王冠を被った骸骨の像を見せる霧状のスタンド。テレビアニメ版では本体と同じ両右手に変更されている。幻覚を見せ、墓場を1つの町に見せかける。また、傷口から侵入することで血液を蒸発させて傷口を中心にコイン大の穴を空け、そこに霧の糸を通して相手（生死を問わず）の身体を操ることができる。操った死体はすべて舌が細長くなっている。この能力の真価は、1つのスタンドで無数の人間を同時に操れることであり、ホル・ホースから「最強最大のスタンド」と評価されている。霧なので物理攻撃は一切通用しない。
スタンド名の由来は、タロット大アルカナ11番目のカード「正義」。
スティーリー・ダン（鋼入りのダン）
声 - なし / なし / 不明 / なし / 岸尾だいすけ
DIOに金で雇われたスタンド使い。典雅な物腰を装っているが、本性は卑劣漢。表向きはカラチの町でケバブ売りをしており、本当は安く売っているが観光客に高く売るなど、詐欺まがいな商売をしている。ケバブを買った承太郎たちの前で正体を現してエンヤ婆を殺害すると、ジョセフの脳内にスタンドを通じてDIOの肉の芽を持ち込み、人質に取る。承太郎に次々と無理難題を押し付けて下僕として散々コキ使うが、花京院の策でスタンドはジョセフの脳内から逃亡する。承太郎の脳内にラバーズを侵入させようと目論むが、スタープラチナでラバーズを捕らえられ、そのまま腕と脚を折られる。一度は必死の命乞いで見逃してもらえたが、その直後に無関係な少女の体内にスタンドを潜り込ませて反撃を目論んだ結果、再び花京院の策で動きを封じられる。最後は、数々の仕打ちに内心激怒していた承太郎からスタープラチナのラッシュを3ページ半（テレビアニメ版では約20秒）に渡って浴びせられ、再起不能となった。自身は、ジョースター一行のスタンド能力を徹底的に学習してきたと豪語していたが、花京院からは「敵を知らなさ過ぎる」、承太郎からは「本当に予習してきたのか？」と酷評されている。
名前の由来は、アメリカのバンド「スティーリー・ダン」。
Part3対戦型格闘ゲームの北米版では "S-Terry Dan"（ステリー・ダン）、2005年に発売された原作漫画の北米版では、"Rubber Soul"（ラバーソール）と改名されている。ラバーソールの名前は原作に登場しないため、流用された。テレビアニメの北米版ではラバーソールの名前がクレジットされているため、"Dan of Steel"（ダン・オブ・スティール）と改名されており、2017年以降に再版された原作漫画もそちらに合わせている。
ラバーズ（恋人）
【破壊力 - E / スピード - D / 射程距離 - A / 持続力 - A / 精密動作性 - D / 成長性 - E】
全スタンドの中でも最小クラスのミクロサイズのスタンド。虫のような容姿をしている。相手の体内に入り込み、対象の脳内に巣食う。史上最弱のスタンドを自称し、直接的なパワーは髪の毛1本すらまともに動かせないほど非力であるが、スタンドを操れる範囲は数百キロメートルという全スタンドの中でも最上クラスの射程距離を誇る。脳や神経を直接刺激することにより、本体が受けた感覚を数倍にして巣食う相手に与える能力を持つ。例え相手の身体が義手であっても例外なく感覚を伝えられるほか、脳細胞を捏ねてダミー人形を多数作るといったことも可能。前述の非力さゆえに自分では直接相手を殺害できないため、作中では脳内にDIOの肉の芽を持ち込むという手段を取っている。だが、相手が自分と同じミクロサイズという条件付きならば、パワーやスピードはラバーズに軍配が上がり、同じ条件で戦った花京院とポルナレフは苦戦していた。「マギーッ！」が口癖。
他のスタンドは、スタンドパワーを消費して小さくすることができるが（花京院とポルナレフはこの方法で対抗してきた）、本スタンドは常態で微小という特性ゆえに消耗がない。
スタンド名の由来は、タロット大アルカナ6番目のカード「恋人」。デザインは映画『ショート・サーキット』に登場するロボットにハエやノミを混ぜ合わせたもの。
アラビア・ファッツ
声 - なし / なし / 不明 / なし / 坂巻学
太陽がデザインされた服を着た男で、太陽に似た球体を操る敵スタンド使い。ヤプリーン村へ向かうため、ラクダで砂漠を渡るジョースター一行を鏡付きの車で砂漠の風景に隠れて追跡する。スタンドの高温でジョースター一行を蒸し殺そうとするが、鏡に映った岩とその影が原因で隠れていた場所を見破られた結果、スタープラチナの投げた石が鏡越しに命中し、敗北する。
本人の台詞はスタープラチナの投石を受けた際の悲鳴以外になく、1コマだけの登場である。
名前の由来は、アメリカのアーティスト「ファッツ・ドミノ」。
Part3対戦型格闘ゲームの北米版では "Alabia Fats" という綴りに変更されており、「アラブの」を意味する "Arabia" ではない。
サン（太陽）
【破壊力 - B / スピード - E / 射程距離 - A / 持続力 - A / 精密動作性 - E / 成長性 - E】
太陽に似た火の玉の像を持つスタンド。本体の直上に顕現し、猛烈な熱エネルギーで相手を攻撃する。周辺の温度は80℃以上にもなるうえ、近づく者は高出力のレーザービームで迎撃する。上空100メートルという、スタンドの射程距離としてはかなり遠距離で操作するタイプでありながら、極めて高い攻撃力を持つ。ただし、あまりにも強力ゆえに自らにも能力が影響してしまうため、作中では車内をカーエアコンで冷やして冷たいドリンクを飲みながら追跡している。
スタンド名の由来は、タロット大アルカナ19番目のカード「太陽」。
マニッシュ・ボーイ
声 - なし / なし / 不明 / なし / 大谷育江
生後11か月の男の赤ん坊でありながら天才的な頭脳と狡猾な性格を秘めており、鋭い牙を生やしている。夢の中でならスタンドを介しての会話も可能であり、基本的には幼児言葉を使わず大人のような話し方をする。優れているのは頭脳だけではなく、顔面間近に迫ったサソリを素早く安全ピンで串刺しにする、といった身体能力の高さも兼ね備えている。喫煙の習慣もあり、ジョースター一行の就寝中に一服している（テレビアニメ版では海外番販での都合上、喫煙シーンは描かれていない）。
ヤプリーン村で泣き声を通じて操った女性を介してジョースター一行に接触し、スタンドが作り出す悪夢世界=ナイトメア・ワールドで彼らを攻撃する。赤ん坊という立場を利用し、スタンド使いであることを見破った花京院を孤立させ、一行をまとめて始末しようとするが、夢の中にスタンドを持ち込むという花京院の機転に敗北する。その後、花京院からおしおきとして自分の大便を入れられた離乳食を無理矢理食わされ、悲鳴と共にリタイアする。
名前の由来は、アメリカのミュージシャンマディ・ウォーターズの楽曲「マニッシュ・ボーイ」。
テレビアニメの北米版では、"Manishu Booi"（マニシュー・ボーイ）と改名されている。由来である "Mannish Boy" とは綴りが異なる。
デス・サーティーン（死神13）
【破壊力 - C / スピード - C / 射程距離 - E / 持続力 - B / 精密動作性 - D / 成長性 - B】
眠りという無防備の精神の中に入り込むスタンド。ナイトメア・ワールドだけで活動し、相手が眠っている時に精神のみを支配下に置いて攻撃する。大鎌を持ったピエロのような像を持つが、実体があるのは頭と両手だけで胴体は空洞。口癖は「ラリホー」。
スタンド名の由来は、タロット大アルカナ13番目のカード「死神」。デザインはヴェネツィアのカーニバルの仮面をイメージしている。
ナイトメア・ワールド（悪夢世界）
デス・サーティーンの力で作り出された夢の世界。一切の常識は通用せず、マニッシュの思いどおりに動かせる。唯一のルールは、引き込んだ対象を殺害するのはスタンド自体が直接行うということ。対象は現実で誰かに起こされない限り目覚めることはなく、目が覚めるとここでの記憶を思い出せなくなるが、再びここを訪れると思い出せるようになる。夢の中でのダメージは現実の肉体にも反映され、致命傷を負えば現実でも死亡する。対象がスタンド使いの場合は夢の中でスタンドを出せなくなるが、スタンドを出したまま眠れば持ち込めるほか、記憶を維持したまま目覚めることもでき、上述の夢の中で受けた傷も治せるなど特徴の多いスタンド能力である。
カメオ
声 - なし / なし / 不明 / 大友龍三郎 / 有本欽隆
紅海の小島で待ち構えていたスタンド使い。本体は地中に潜み、スタンドだけを地上に出してポルナレフの前に姿を現す。当初はランプの精を装い、3つの願いを叶えることを約束するが、実際はDIOの刺客である。「人間は心の底から願うことに最大の弱点すべてが現れる」として、スタンド能力で創り出したシェリーとアヴドゥルの土人形を使ってポルナレフを追い詰めるが、突如現れた本物のアヴドゥルに圧倒された後、本体を地上に引きずり出されて敗北する。最後は震えながらアヴドゥルに許しを請うが聞き入れられず、あえなくマジシャンズレッドで黒焦げにされ、再起不能となる（このシーンはギャグ要素が入った終わり方であり、アニメではさらにその要素が強調されている）。
名前の由来は、アメリカのR&Bバンド「キャメオ」。
Part3対戦型格闘ゲームの北米版では "Kameo" と改名されており、由来である "Cameo" とは綴りが異なる。
ジャッジメント（審判）
【破壊力 - B / スピード - B / 射程距離 - C / 持続力 - B / 精密動作性 - D / 成長性 - D】
ランプの精を装ったスタンドで、3本指のロボットのような像を持つ。人間の「心からの願い」を土に投影し、実体化させる。物質ならば感触や質感に至るまで本物と見紛うほど精巧に作り、実体化した願いが生物ならば凶暴な土人形として実体化される。決め台詞は「Hail 2 U! （君に幸あれ！）」。
単純なパワーやスピードにも優れているが本体からあまり離れることはできないため、本体のカメオは地中に隠れながらスタンドを操作する。一時はポルナレフやアブドゥルを圧倒するが、本気を出したマジシャンズレッドの敵ではなく、あっけなく敗北する。戦闘の際はボディや両眼が破壊されるほどのダメージを負って悲鳴を上げるが、本体のカメオに影響は無い。
スタンド名の由来は、タロット大アルカナ20番目のカード「審判」。デザインは石ノ森章太郎の『仮面ライダー』や『人造人間キカイダー』に影響を受けており、能力のベースは『アラジンと魔法のランプ』から来ている。
ミドラー
声 - なし / なし / 長沢美樹 / なし / 久川綾
潜水艦でエジプトへ向かうジョースター一行を襲撃したスタンド使いの女性。アヴドゥルにも名前を知られており、その世界ではかなり有名らしい。本人曰く「承太郎が好みのタイプ」とのことだが、実際は油断させるためのポルナレフの策であった。
スタンドを潜水艦内へ侵入させて一行を苦戦させて艦を沈めた後、スキューバーダイビングで脱出した一行を追撃し、海底に偽装させたスタンドで呑み込む。そのまま巨大な歯で承太郎を噛み殺そうとするが、スタープラチナのラッシュで歯を内側からへし折られ、再起不能となる。
原作で本体の姿が描かれているのは再起不能となり倒れた小さな1コマだけで、裾の長い服を着ていることが分かるが顔は不明（唯一、本体の顔を見たポルナレフいわく「歯が全部フッ飛んでるから見てもしようがない」）。テレビアニメ版でも、一行をスタンドに閉じ込めた際に小さいシルエットを一瞬見せたシーンが追加されたのみである。
名前の由来は、アメリカの女性歌手「ベット・ミドラー」。
コブラチームのPart3のRPG『ジョジョの奇妙な冒険』では、スチュワーデスとして本体の姿が出ている。カプコンのPart3の対戦型格闘ゲーム『ジョジョの奇妙な冒険』では作者描き下ろしによる露出度の高いジプシー姿の美女として登場し、画集『JOJO A-GO!GO!』でもほぼ同様の姿が描かれている。フィギュア「スタチューレジェンド」での姿も、同ゲームのものがベースとなっている。
テレビアニメの北米版では、"Rose"（ローズ）と改名されている。
ハイプリエステス（女教皇）
【破壊力 - C / スピード - B / 射程距離 - A / 持続力 - A / 精密動作性 - D / 成長性 - D】
人間の頭部に2本の腕が生えたような不気味な像を持つスタンド。機械を含む、あらゆる鉱物や人工物などに化ける能力を持ち、一度化けると判別できない。かなりの遠距離からでも行動可能なうえ、本体との距離によってパワーが増減するという特殊なタイプ。近傍7メートルまで近づいた際は、人間数人を丸ごと飲み込めるほど巨大になった。作中では剃刀などを使って攻撃したり、鋭い爪でジョセフの鋼鉄の義手を容易く切断したりと承太郎たちを追い込んだうえ、歯はダイヤモンド並みに硬く（承太郎曰く、「カルシウム不足のダイヤモンド」）、特に巨大な歯で承太郎を圧し殺そうとしていた。
スタンド名の由来は、タロット大アルカナ2番目のカード「女教皇」。アフリカの呪術的な民族衣装がモチーフ。

### エジプト9栄神のカードに暗示された敵スタンド使い
エジプト上陸以降に差し向けられたDIOの刺客たち。作中では「タロットカードの起源である神々のカードの暗示を持つスタンド」とされているが、実際のタロットの起源については諸説あり、明確になってはいない。また、実際のエジプト神話には「9柱神」は存在するものの「9栄神」という区分は存在せず、実際の9柱神とも構成は一致していない（エジプト九柱の神々）。これらは全て本作独自の設定である。OVA版はンドゥールとダニエル・J・ダービーを除いて該当エピソードはカットされている。
ンドゥール
声 - なし / 中田浩二 / 岸祐二 / なし / 伊藤健太郎
エジプト9栄神最初の刺客。幼い頃から盲目の身であり、スタンド能力にも目覚めていた。そのため怖いものを知らずに育ったが、ある時出会ったDIOに強い恐怖を抱くとともに、彼から生まれて初めて自分の価値を認められたことで、忠誠を誓った。盲目ゆえに音や感覚で相手の位置を探り、聴覚補助用の杖を使うことで、遠くの相手の動きを地面の振動から正確に探知できる。
ジョースター一行がイギーを仲間に加えた直後にスピードワゴン財団のヘリコプターをスタンドで撃墜し、駆け付けた一行を襲撃する。まずは花京院を斬りつけて失明寸前の重傷を負わせ、前述の聴覚と非常に高い洞察力でアヴドゥルのトリックを見破り、負傷させる。嗅覚で自分の位置を察知したイギーに対しては非常に警戒していたものの、ジョセフたちに懐いていないことから脅威にならないと判断し、放置していた。しかし、そのことに気付いた承太郎にスタープラチナの射程距離まで接近され、最期はその一撃に敗北した。敗北後に承太郎の尋問を拒否して自害。ただ承太郎に対する礼儀として「自分の名前とスタンドの由来と9栄神の存在」のみを告げ、DIOの悪の強大さを承太郎に再認識させながら死亡した。遺体は承太郎に砂漠に埋葬された。
名前の由来はセネガル出身のアーティスト「ユッスー・ンドゥール」。ただし、綴りは由来である "N'Dour" とは異なり、"N'Doul" とされている。なお、Part3対戦型格闘ゲームの北米版では "N'Dool" と改名されている。キャラクターのイメージは『座頭市』。
ゲブ神
【破壊力 - C / スピード - B / 射程距離 - A / 持続力 - B / 精密動作性 - D / 成長性 - D】
遠距離（作中では4km先）からの操作が可能な自在に形の変化する水のスタンドで、基本は鋭い爪を持つ腕のような姿をしている。物質同化型のため、一般人にも視認できる。炎には弱いが、砂のような水分を吸収する物体の中は自在に潜り抜けられる。なお、移動速度は投擲された物体を後から追尾して追いつけるほど速い。狙う人間の気管へ入り込み窒息させたり、散弾のように分散したり、高速機動によりかまいたちのような効果を与えられる。本体が視覚を持たないゆえに音に反応して攻撃を行う。
スタンド名の由来は、エジプト9栄神の3番目で大地の神「ゲブ」。
オインゴ
声 - なし / なし / 不明 / 藤本たかひろ / 保村真（承太郎変身時 - 小野大輔）
アスワンで待ち受けていたオインゴボインゴ兄弟の兄。弟のボインゴとコンビを組み、弟の予知能力を頼りに行動する。
最初は喫茶店に先回りし、ジョースター一行に毒入り紅茶を飲ませようとしたが、イギーに邪魔されたことで失敗する。次に承太郎が爆弾仕掛けのオレンジの爆発に巻き込まれるという予知を実現させようとしたところ、オレンジを仕掛けようとした際に現れたジョセフとポルナレフに見つかり慌てて承太郎に化けてしまう。このままでは「承太郎に化けた自分」が予言に巻き込まれてしまうことに気付き、怪しまれながらもなんとか逃亡に成功するが、捨てられたオレンジをうっかり踏んでしまったことで自爆し、最後まで存在を気づかれないまま敗北する。そのうえ、一行を追跡中に金品を奪った男が仲間を連れて仕返しに現れたために弟ともども袋叩きにされ、入院した。
名前の由来は映画音楽に関わりの深いダニー・エルフマンが率いていたアメリカのバンド「オインゴ・ボインゴ」。
Part3対戦型格闘ゲームの北米版では "Oing"（オイング）、原作漫画や『オールスターバトル』以降およびテレビアニメの北米版では "Zenyatta"（ゼニヤッタ）と改名されている。
原作では「OINGO」と自分の名前が書かれた服を着ていたが、テレビアニメ版ではクヌム神のカードのイラストが描かれた服に変更されている。
クヌム神
【破壊力 - E / スピード - E / 射程距離 - E / 持続力 - A / 精密動作性 - E / 成長性 - E】
本体の姿を自在に変化させるスタンド。本体と一体化しているため、像は持たない。身長や体重、匂いまでも自在に変化できるなど、その精度は高い。帽子なども髪を変形させれば再現可能だが、中身はオインゴのままなので、他人に成り済ますには変身した相手の性格や癖などをよく知ったうえで本体の努力が必要。また、服装なども変化できない。しかし、ほとんど誰にも気付かれることも無い。
スタンド名の由来は、エジプト9栄神の6番目で創造の神「クヌム」。
ボインゴ
声 - なし / なし / 不明 / 菅沼久義 / くまいもとこ
オインゴボインゴ兄弟の弟。小柄な体格で兄以外の人間とは口も利けないほどの内気な性格だが、予言が的中したり、しそうになると不気味な笑い声を立てる。気弱ながら、トト神の予言は絶対であるという点だけは確信的に語る。
兄と組んでジョースター一行と戦い、敗北。兄と共に入院していた。その後、ホル・ホースに半ば誘拐に近い形でコンビを組まされるが、ホル・ホースの自滅を見て改心し、「復讐よりも自分や周りの人間の幸せのために能力を使う方がよほど価値がある」と自分のスタンドの真の使い道を悟ると、隠れるのに使っていた木箱を蹴飛ばして胸を張って帰ろうとする。しかし、その木箱が偶然イギーに当たったことで襲われ、結局は以前よりも暗い性格になって入院した。
名前の由来はオインゴと同じで「オインゴ・ボインゴ」。
Part3対戦型格闘ゲームの北米版では "Voing"（ヴォイング）、原作漫画や『オールスターバトル』以降およびテレビアニメの北米版では "Mondatta"（モンダッタ）と改名されている。
スピンオフ作品『クレイジー・Dの悪霊的失恋』では予言の能力をホル・ホースに頼られ再びコンビを組むことになり、ホル・ホースと共に来日している。
トト神
【破壊力 - E / スピード - E / 射程距離 - E / 持続力 - A / 精密動作性 - E / 成長性 - E】
本に描かれた漫画を通し、ごく近い未来を予知するスタンド。漫画は一般人にも視認でき、たとえ穴が空いたりしても本体にダメージはなく、スタンド自体に戦闘能力は全くない。時間経過とともに浮き出る漫画には、シュールな絵と内容で未来に起きる出来事が描かれている。漫画の内容は絶対に覆らないが、文字や絵で表現されていても1つの事象が確定しているとは限らず、解釈を間違えたり、予言通りに行動を実行できなかったりすると、降りかかる結果が別の人物になるなど、予知外の結果が訪れる（内容自体が外れるわけではない）。また、経緯は省略されているため、「女性の首筋を蹴り飛ばす→お礼に宝石をもらう」という奇妙な予知が出る場合もある（実際には「蹴った女性の首筋に偶然猛毒のサソリがいたため、それを蹴り潰したことでお礼をもらう」という結果）。あくまでも中立な立場にあるため、ボインゴにとって有利な予知ばかりが起こるとは限らない。このため「有利な予知」だと思って行動した結果、ひどい末路を辿ることもある（予知に従い「殴って金品を得た相手が、後になって仕返しに来る」など）。
スタンド名の由来は、エジプト9栄神の7番目で書物の神「トート」。なお、本作が文庫化された際に劇中に登場した「トト神」の能力で発現した漫画は、『オインゴとボインゴ兄弟 大冒険』のタイトルで漫画文庫化されている。
アヌビス神
声 - なし / なし / 不明 / なし / 松本保典
【破壊力 - B / スピード - B / 射程距離 - E / 持続力 - A / 精密動作性 - E / 成長性 - C】
自我を備えている特殊なスタンド。本体は500年前のエジプトの刀鍛冶で故人のキャラバン・サライである。現在は自我を備えた三日月刀として、半人半獣のアヌビスそのものの像を持つスタンドだけが剣に宿り、独立している。博物館の倉庫から持ち出してくれたDIOに恩義を感じ、彼の圧倒的な強さを認めて忠誠を誓っている。「絶対に」を「絶っ……〜〜〜対に」と、伸ばして喋る傾向がある。
刀を鞘から抜いた者、または刀身に触れた者を「新しい本体」として操る能力を持ち、自分の宿る刀を扱わせる。また、相手との間に障害物があっても物体（生物）を透過して斬りつけることができる能力を持ち、鞘から抜けるかについてや障害物を透過するかについては、任意で切り替えが可能。石柱を切断するほど斬れ味は鋭く、さらには一度受けた攻撃の性質を憶えて完璧に見切ることもできる。闘えば闘うほど相手の動きを記憶し、避けられない速度と攻撃に強化されていく成長性の高さから不死に近いが、刀身自体はあくまでも普通の三日月刀であるため、水に浸かったままだとやがて錆を生じて再起不能となる。
劇中では牛飼いの青年チャカや床屋の店主カーンに憑依してポルナレフを襲い、さらには次に憑依したポルナレフのシルバーチャリオッツとの二刀流を披露し、承太郎をも窮地に追い込む。承太郎を真っ二つにしようと刃を胴体にめり込ませたところをスタープラチナの渾身のラッシュで完全に破壊されるが、通りかかった少年を残りの切っ先だけでなおも操り、背後から急襲しようとする。しかし、偶然その場にいたイギーにつまづいて少年の手元が狂い、切っ先はあらぬ方向へ飛んでいった結果、ナイル川の川底に沈んだ。
スタンド名の由来は、エジプト9栄神の8番目で冥界の神「アヌビス」。なお、キャラバン・サライの名前は劇中に登場しない。
チャカ
声 - なし / なし / 長嶝高士 / なし / 勝杏里
アヌビス神の刀を抜いたことで操られた牛飼いの青年。父親と仕事仲間2人に馬鹿にされていたが、アヌビス神に操られて彼らを殺害する。その後、コム・オンボでポルナレフに勝負を挑むが、彼の奥の手により首に剣針が刺さったことで敗北し、重傷を負った。
名前の由来は、アメリカの女性歌手「チャカ・カーン」。
原作漫画の北米版では "Chaca" と改名されており、由来である "Chaka" とは綴りが異なる。
カーン
声 - なし / なし / 不明 / なし / 宇垣秀成
エドフにてポルナレフと承太郎が立ち寄った床屋の店主。ポルナレフがチャカから奪ったアヌビス神の刀によって操られ、2人に襲いかかる。ポルナレフの攻撃パターンを全て憶え、奥の手も通用しなかったが、承太郎に刀身を半分に折られて敗北する。カーン自身は操られている際の戦闘で負傷はしたものの、アヌビス神の刀の刀身が折られた際にそのまま倒れたため、チャカと違い重傷を負わずに済んだ。テレビアニメ版では、戦闘終了後に近所の住人らに助け起こされる姿が描かれている。
名前の由来はチャカと同じだが、名前は劇中には登場せず、PS版『ジョジョの奇妙な冒険』に登場した際に付けられた。テレビアニメ版では、知人らしき男性がカーンの名前を呼んでいる。
Part3対戦型格闘ゲームの北米版では "Kan"（カン）と改名されており、由来である "Khan" とは綴りが異なる。
マライア
声 - なし / なし / 不明 / なし / 高垣彩陽
ルクソールにてジョースター一行を迎え撃ったスタンド使い。美女であるが、激昂すると顔が崩れて口汚く罵る。任意の相手に磁力を帯びさせるスタンドで、自分は逃げつつ相手を磁石化させて不利な状況に追い込み自滅させるという、付かず離れずの戦法（能力の性質上、ある程度は相手の近くに居続けなければならないため）を取る。戦闘中のジョセフの機転や行動力を高く評価して気に入っていたが、「DIO様には敵わない」とも言っていた。
ジョセフとアヴドゥルをスタンドで磁石化させ、行動しづらく追跡もままならない状況に追い込む。止めに電線で感電死させようとするが、磁石化の影響で大量の金属製品を身にまとって引き合う状態となった2人に両側から押しつぶされて敗北し、全身骨折で入院し、再起不能となった。
名前の由来はアメリカのアーティスト「マライア・キャリー」。
Part3対戦型格闘ゲームの北米版では "Mahrahia"（マーラヒア）と改名されており、由来である "Mariah" とは綴りが異なる。
スピンオフ作品『クレイジー・Dの悪霊的失恋』では宿屋を経営しており、ケニーGと夫婦となっていることが示唆されている。DIOのことを呼び捨てにしたり、「あの吸血鬼」と言うなど、かつて見せた狂信的な感情は収まっているが、現在でもDIOから命じられる恐怖の悪夢に悩まされ、DIOの支配から完全には抜け出せていないことをホル・ホースに語っている。
バステト女神
【破壊力 - E / スピード - E / 射程距離 - B / 持続力 - A / 精密動作性 - E / 成長性 - E】
コンセントの像をしたスタンド。岩でも鉄でもどこにでも張り付くことが可能で、触れた相手を磁石化させる。磁力は本体マライアと標的の距離に比例して増減し、さらに時間が経つとともに強くなっていく。
スタンド名の由来は、エジプト9栄神の4番目の女神「バステト」。テレビアニメの北米版では、第30話までは "Bastet" と表記されていたが、第31話からは別名の "Bast" で表記されている。
アレッシー
声 - なし / なし / 垂木勉 / なし / 小野坂昌也
マライアとほぼ同時に承太郎とポルナレフを襲撃したスタンド使い。38歳、独身。子供のような弱者をいじめることで快楽を得るという、陰湿な性格の持ち主。口癖は「えらいネェ〜〜」。格闘能力は高くないが、スタンド「セト神」で相手を幼児化させることで相対的に有利となる。斧と拳銃を隠し持ったベストを着用している。
幼児化したポルナレフを追い、事情を知らずに彼を保護したマレーナまでも巻き込むが、鏡を利用したポルナレフの策にはまり、顔を負傷したために逃げ出そうとする。そこで承太郎と鉢合わせし、隙を見て彼をまだスタンド能力が発現していなかった7歳頃の子供に変えたが、スタンド能力は無くても当時からやる時はやる性格だった承太郎に殴られ、気絶する。その後、意識を取り戻したところを、元に戻っていた承太郎とポルナレフによる二段オラオララッシュではるか彼方に吹っ飛ばされ、再起不能になった。
名前の由来はアメリカの兄弟ポップ・デュオ「アレッシー・ブラザーズ」。
Part3対戦型格闘ゲームの北米版では "Alessy" と改名されており、由来である "Alessi" とは綴りが異なる。
セト神
【破壊力 - D / スピード - D / 射程距離 - E / 持続力 - C / 精密動作性 - D / 成長性 - D】
アレッシー本人の影と一体化し、影に触れた相手を無制限に若返らせるスタンド。影は伸縮自在に操ることができる。若返らせる程度は影に接触している時間によるが、ポルナレフや承太郎のように10代後半 - 20代辺りの人物の場合、一瞬触れただけで7歳から8歳程度になり、最終的には出産前の胎児レベルまで若返らせることが可能。胎児にまで戻された場合は、生存できる環境でないために短時間で死亡する。正面では尖った頭に目玉が浮き出ただけのシンプルな像に見えるが、横を向くと鳥のような顔をしている。
若返らせた相手の記憶力や知性、スタンド能力が当時の状態に戻り、若返った時代にスタンドを持っていなかった場合、スタンドは使えなくなる（記憶と知性に関しては若返った直後は保っているが徐々に消えていく）。また、アレッシーが武器を持つことで影であるセト神も武器を持ち、直接敵を攻撃することも可能。アレッシーが気絶するなどの状況に陥って能力が解除されると、若返らされていた対象はすぐさま元の状態に戻る。
スタンド名の由来は、エジプト9栄神の5番目で嵐と暴力の神「セト」。デザインのイメージはナスカの地上絵とアニメ『鉄人28号』のオープニングから。
この若返り能力は、ゲームでは特別に実装されており、子供になったキャラクターでそのままプレイすることが可能。
ダニエル・J・ダービー
声 - なし / 内海賢二 / 岸祐二 / 石井康嗣 / 銀河万丈
ギャンブル勝負に敗れた者の魂を奪うスタンド使い。30歳。会話上の返答代わりに「グッド」と口にする癖がある。生まれついてのギャンブラーを自称しており、敗者の魂を搾取しコインに変える能力「オシリス神」のスタンド使い。「バレなければイカサマではない」と口はばからず公言するように、トリックの達人でもある。
DIOの館の情報を聞き込みしていた一行とカフェで偶然の出会いを装い、言葉巧みにギャンブル勝負へと持ち込む。事前に仕組んでおいた数々の仕込みによって、最初にポルナレフ、次にイカサマを仕掛けたジョセフのさらに上をいくイカサマで賭けに勝利し、2人の魂を奪った。承太郎とのポーカー対決ではイカサマに気付いた承太郎に指を折られるが、事前の仕込みによって絶対的優位に立つ。しかし承太郎のブラフにより精神的に動揺し、それでもコールしようとしたがホリィの魂と引き換えに「DIOのスタンドの秘密を喋ること」を要求され、恐慌状態に陥る。それでもギャンブラーとしての意地でコールを宣言しようとするものの、緊張と恐怖のあまり声が出ず立ったまま気絶した。負けを認める言葉こそ発していなかったが心の中で賭けを降りたため、ポルナレフとジョセフの魂が肉体に戻り、極度の緊張状態から発狂して再起不能となった。それと同時に、今まで捕らえていた人々の魂も全て解放された。
スタンド自体は後述のアトゥム神と違って賭けを有利にする類の能力を持っておらず、ギャンブルの強さは全てダービー自身の技量によるものであり、承太郎からは「暴力こそ使わないが、今まで出会ったどんなスタンド使いより危険」、「いくらスタープラチナの動きをもってしても、この男の目を欺くことは不可能だった」、アヴドゥルからも「真に強い男」と評された。
登場時は姓の「ダービー」しか名乗っていなかったため、フルネームは弟テレンスのプロフィールにて判明した。OVA版では初登場時に自らフルネームを名乗る。普段は冷静な性格だが、ジョセフとの対戦では2回続けて故意に名前を間違えて呼んだジョセフには激昂して「二度と間違えるな」と恫喝している。
テレビアニメ版では、カードモーションの撮影に実在のマジシャンが協力したうえで作画が行われた。
名前の由来はアーティストのサナンダ・マイトレイヤのかつての活動名「テレンス・トレント・ダービー」。
『オールスターバトル』以降およびテレビアニメの北米版では、弟テレンスがフルネームを言う場面でも "D'Arby the Elder" （ダービー兄）としか呼ばれていない。
スピンオフ作品『クレイジー・Dの悪霊的失恋』ではDIOの配下になった経緯が描かれている。当初は部下ではなく対等な関係を望んでおり、DIOの提案によりポーカーで勝負。イカサマで優位に立ったものの、直後にDIOのスタンドの恐ろしさを体感させられたことで絶対服従を誓ったと語られている。
オシリス神
【破壊力 - E / スピード - D / 射程距離 - D / 持続力 - C / 精密動作性 - D / 成長性 - D】
魂を奪う能力を持つ人型のスタンド。勝負前に対戦相手へ「魂を賭ける」という宣言を（宣言の手段は問わず、相手が明確な意思表示を示せば良い）をさせることで、敗北を認めた相手の魂を無条件で奪う。奪った魂はコインとして実体化される。対戦相手本人ではなくても友人や肉親の魂も賭けの対象にでき、証明文を一筆書かせることでその場にいない人物にもスタンドを発動できる。コインを賭けのチップに使う等のために分割することもでき、分割されたコインは全て揃って1つの魂として扱われる。
物理的な戦闘力は本体含めて全く無く、スタンドは負けた相手をコインにする以外の行動をしない中立な存在だが、ダニエルが死亡するとコインに入っている魂も全て死亡してしまうため、仲間が既にコインとして取られている場合、嫌でもダニエルとの賭け勝負に乗らなければならない。
上述のように分割したチップをやり取りして複数回の賭けの勝負を持って勝敗を決することがほとんどだが、それとは関係なく「勝負そのものに敗北した」と魂が認めた場合、その時点で敗北となり、ゲームの終了を待たずに魂を抜かれてコインにされる。これはスタンドの本体であるダニエルも例外ではない。作中ではジョセフが渾身のイカサマを使った後にさらにコインを入れられた時、自身のコイン投入に実際に失敗する前に敗北を認めた他、ダニエル自身も最後の勝負のカードをショーダウンする前に敗北を認めている。
ダニエルが敗北した場合、コインにされていた魂は自動的に肉体へ戻され、肉体が無ければ魂は昇天する。
スタンド名の由来は、エジプト9栄神の1番目で冥界の神「オシリス」。アフリカ系の民族デザインに機械的な要素をプラスしたビジュアルとなっている。
ペット・ショップ
DIOの館の番犬ならぬ番鳥で、館への侵入者や探る者に襲い掛かるスタンド使いのハヤブサ。非常に命令に忠実で、館に近寄る者は容赦なく殺す残虐性を持つ。劇中では嘴を歪めて笑みを浮かべたり、胸部の傷を翼で触って付着した血を舐めてブルース・リーのような仕草を見せるなど、鳥らしからぬ行動を見せた。イギーからは「鳥公」と呼ばれる。基本的に襲い掛かるのは前述の対象のみだが、一度敵と判断した者には殺すまで追跡し続ける執念深い面を見せる。アヴドゥルに頼まれてDIOの館を探し出した乞食の男性（声 - 不明〈格闘ゲーム版〉 / 宮崎寛務〈ASB版〉 / 山岸治雄〈テレビアニメ版〉）や館へ侵入してきた大型犬2頭を殺害し、後者を探しに来た飼い主の少年をも襲おうとするが、割って入ったイギーに狙いを変更する。
イギーとの戦いでは、スタンドによる猛攻で前足を捨てざるを得ない状態にまで追い込み、川底に逃げ込んだイギーを追跡して潜水したうえ、地中を掘り進んで先回りするという荒業まで見せた。最後は口から吐き出した氷ミサイルでイギーに止めを刺そうとしたが、発射寸前に嘴を噛まれて口を塞がれ、ミサイルが口内で暴発して死亡した。
テレビアニメ版では本来の登場シーンに先行し、ポルナレフが肉の芽を埋め込まれる回想シーンにDIOの肩に止まった姿で登場している（原作ではペット・ショップとは異なるオウムだった）。
名前の由来はイギリスのバンド「ペット・ショップ・ボーイズ」。
『アイズオブヘブン』の北米版では、"Animal Shop"（アニマル・ショップ）と改名されている。
ホルス神
【破壊力 - B / スピード - B / 射程距離 - D / 持続力 - C / 精密動作性 - E / 成長性 - C】
冷気と氷を操るスタンド。スタンドの像は翼竜の骨格のような姿で、6本の腕から氷柱を発射する。自分の周囲を氷付けにしたり、ツララ状の氷をミサイルとして撃ち出す。連射も可能。本体が負傷しても、傷口を凍らせて止血できる。
スタンド名の由来は、エジプト9栄神の2番目で天空の神「ホルス」。
テレンス・T・ダービー
声 - なし / なし / 不明 / 諏訪部順一 / 諏訪部順一
DIOの館の執事。21歳のアメリカ人で、ダニエル・J・ダービーの10歳年下の弟。特技はテレビゲーム。1月5日生まれであることから、レースゲームの車のナンバーや野球ゲームの投手の背番号に15を選んでいる。兄と同様、敗者の魂を奪うスタンド使いで、搾取した魂をあらかじめ用意していた対戦相手に似せた人形の中に閉じ込めてコレクションしており、着せ替えをしたり話をしたりして楽しんでいる。紳士的な外見とは裏腹に、その本性は上述のとおり残酷で猟奇的なものであり、慇懃無礼な態度と自身の悍ましい趣味を嬉々として語る姿を、承太郎は「最低のゲス」、ジョセフは「兄の方がマシ」、花京院は「最低のサイコ野郎」と酷評し、怒りと嫌悪感を顕わにした。
兄をそれなりに尊敬し、ギャンブルとイカサマの天才だったと認めている一方、「自分とは世代が違う」「兄は古いタイプの人間で同じ古い人間か素人にしか勝てない」と見下したような発言もしている。戦う理由も「兄の仇討ちではなく、あくまでDIO様のため」ときっぱり言い切ったほか、スタンドによる読心術を持つため「兄は自分に絶対に敵わない」と考えていた。一方でその能力に頼っているため、イカサマで読心術が通用しなくなった途端に動揺して、その初歩的なトリックも見抜けなかったばかりかゲームの実力も発揮できなくなり完敗するなど、本人の観察力・洞察力や勝負師としての胆力は兄に比べて格段に劣っている。
承太郎とジョセフと花京院を地下室に誘い込み、レースゲーム勝負で花京院を破り、彼の魂を奪う。さらに、それを賭けて承太郎と野球ゲーム対決を展開すると、自身のゲーム技術とスタンド能力による読心術で優位に立つが、承太郎とジョセフが仕掛けたイカサマによってパニックとなり敗北。イカサマの正体は、承太郎が操作しているとみせて実際はジョセフが操作するという極めて単純なものであり、承太郎には「兄貴ならこんなイカサマ簡単に見破っていた」と指摘された。魂が戻った花京院を承太郎とジョセフが介抱している間に逃走を図るも見逃されず、最後は命乞いも空しくオラオララッシュを叩き込まれて再起不能になった。
名前の由来は兄と同じ。なお、綴りは "Telence" であり、由来である "Terence" とは異なる。
『オールスターバトル』以降およびテレビアニメの北米版ではフルネームをいう場面でも "D'Arby the Younger" （ダービー弟）としか名乗っていない。
アトゥム神
【破壊力 - D / スピード - C / 射程距離 - D / 持続力 - B / 精密動作性 - D / 成長性 - D】
オシリス神と同様の、「賭け」で勝つことを条件に相手の魂を奪い取り、本体があらかじめ作っておいた人形に封じ込める能力を持つスタンド。人型でボディの至る所にハートマークがある。心の隙を突くことで、手首のみを相手に取り憑かせることもできる。魂自体はとても繊細であるため、兄のスタンド同様に本体のテレンスが死ぬと人形に封じ込められた魂も死亡し、本体自体が気絶しただけでも魂は昇天する。
さらなる能力として、質問をすることで「YES・NO」などの二択形式で相手の心を読める。この能力はサーモグラフィーのように魂の変化を直接見るため、質問に対する答えを言葉で聞く必要はなく、読心に嘘や誤りはない。しかし、あくまでも二択形式であるため、詳細な内容までは読み取れない（読み取ろうとすると何一つ表示されなくなる）。基本的には「YES・NO」で答えられる質問でなければならないが、例外的に、承太郎がイカサマをしていることは「I DO（している）」と示されていた。兄と同様、本体が敗北を認めれば魂は解放される。
スタンド名の由来は、エジプト9栄神の9番目で最高神の天地創造の神「アトゥム」。デザインは軍隊ロボットのイメージで、人間のような人形のような曖昧なビジュアルとなっている。特徴的なハートマークはこの時期の作者のこだわりであり、東方仗助のクレイジー・ダイヤモンドにも繋がっていくという。

### DIOの館の住人
DIO（ディオ）
声 - 若本規夫 / 田中信夫 / 千葉一伸 / 子安武人 / 子安武人 / 塩沢兼人（Part3RPG版CM）
ジョースター家の宿敵。Part1でジョナサン・ジョースターと相打ちになるが彼の肉体を乗っ取って海底で生き延び、約100年後にトレジャーハンターにより海底からそのシェルターが引き上げられたことで長き眠りから目覚め、再び世界を支配するために活動を始める。高いパワーとスピードを有し、時を止めるスタンド「世界（ザ・ワールド）」を持つ。

ヴァニラ・アイス
声 - なし / 青野武 / 岸祐二（第1作）、速水奨（第2作 ） / 吉野裕行 / 速水奨
DIOの側近で、彼のためなら死ぬことも厭わないほどの忠誠心の持ち主。そのため、DIOを貶めた者には異常な怒りを見せる。DIOに化けたザ・フール（DIOの姿を騙った砂人形のようなもの）を見破った際には「偽物とはいえ自分にDIO様を攻撃させた」という理由で、イギーを苦しませてから殺そうと、あえて瞬殺できるスタンドで殺さず、直に自分の足で何度も蹴りを入れ、致命傷を負わせた。そのDIOへの常軌を逸した狂信と残虐性はポルナレフを戦慄させ、「普通じゃない、異常だ」「こいつの精神こそが暗黒空間」「バリバリ裂けるドス黒い暗黒のクレバス」等と評されている。
「血が欲しい」というDIOの頼みを即座に承知し、スタンドで自分の首を切り落として血を捧げるが、DIOがそれを惜しんだため、逆に血を与えられて蘇生する。その後、アヴドゥルをスタンドで奇襲して殺害し、ポルナレフを庇ったイギーを死に至らしめる。ポルナレフとは極限の攻防を繰り広げ、致命傷を受けてなおも向かっていくが、肉体を吸血鬼にされたことを見破られ、最期は直射日光を浴びせられて崩壊死した。
死んで蘇らせれたヴァニラ・アイス本人も、自分が吸血鬼にされていたことには気づいていなかった。またポルナレフと戦っている間も吸血鬼化の兆候も現れておらず、特にテレビアニメ版では、日光が差し込む決戦途中の室内へヴァニラ・アイスが降り立つ姿が、明確に描かれている。
OVA版では多少経緯は異なるが、原作同様アヴドゥルとイギーを殺害する。日光下にある中庭での戦闘ではスタンドの口外に出ておらず、最期はイギーの死に激昂したポルナレフの猛攻を受け、頭部を切断されて落命する。
名前の由来はアメリカのラッパー「ヴァニラ・アイス」。
Part3対戦型格闘ゲームおよびOVAの北米版では "Iced"（アイスド）、『オールスターバトル』以降およびテレビアニメの北米版では "Cool Ice"（クール・アイス）と改名されている。
クリーム
【破壊力 - B / スピード - B / 射程距離 - D / 持続力 - C / 精密動作性 - C / 成長性 - D】
大きな口と2本の角を持つ、骸骨のような像のスタンド。口内が暗黒空間となっており、それに飲み込まれると本体のヴァニラ・アイスとスタンドのクリーム以外のあらゆる物体は、霧散するように消滅する（アヴドゥルが飲み込まれた、ポルナレフとの戦いで本人が曰く、「アヴドゥルは粉みじんになって死んだ」。）。また、スタンド自身が本体ともども口内に隠れることで、本体とスタンドはこの世界から完全に気配を消し、不可視の暗黒空間の入り口が球体状に残される。この状態で移動することで、攻撃を受けることなく一方的に触れた物体を暗黒空間に飲み込めるが、軌道上にある障害物を透過せずに破壊するため、故意に障害物を置かれることで軌道を読まれてしまう欠点がある。また、本体やスタンドにも外の状況は把握できないため、本体が一瞬だけ暗黒空間から顔を出したところを反撃される恐れがある。
スタンド名の由来はイギリスのバンド「クリーム」。デザインは死神や、中世フランスの死刑執行人のイメージ。劇中では名前が登場しない。Part3対戦型格闘ゲーム版では原作には無い暗示カードが登場しているほか、幼少時からスタンドが発現していたことが明らかになっている。
ケニーG
声 - なし / なし / 不明 / なし / 柳田淳一
DIOの部下。スタンドでDIOの館に巨大迷路を張り巡らせ、地下には南国風の風景を作り上げていた。アヴドゥルの炎とイギーの鼻で居場所を見破られてザ・フールの引っ掻き攻撃を受け、まともに戦わないままリタイアした。回想シーンではテレンス・T・ダービーやヴァニラ・アイスと共に、ヌケサクを見下しながらジョースター一行の迎撃へ出ていく姿が描かれている。
名前の由来はアメリカのサックスミュージシャン「ケニー・G」。
Part3対戦型格闘ゲームの北米版では "Ken-E-Gee"（ケニージー）、テレビアニメの北米版では "Billie Jean"（ビリー・ジーン）と改名されている。
スピンオフ作品『クレイジー・Dの悪霊的失恋』では本人は登場しないが、マライアとホル・ホースの会話の中でマライアと結婚し夫婦となっていることが示唆されている。
ティナー・サックス
【破壊力 - E / スピード - E / 射程距離 - D / 持続力 - A / 精密動作性 - E / 成長性 - E】
相手に幻覚を見せるスタンド。スタンド名の由来は木管楽器のテナーサックス 。Part3対戦型格闘ゲーム版では原作には無い暗示カードが登場している。
ヌケサク
声 - なし / なし / 岸祐二 / 根本幸多 / 奈良徹、山村響（女の顔）
DIOの部下で吸血鬼。スタンド使いではないが、後頭部に女の顔を出す「能力」を持つ（ヌケサク本人は「無敵の能力」と豪語している）。「ヌケサク」というのは、そのマヌケな性格と実力の低さを馬鹿にした仲間たちから付けられたあだ名（蔑称）であり、本名は不明。うつ伏せ状態で地面から天井に張り付く運動能力などは優れてるものの、戦闘では活かすことがなかった挙句に、承太郎が後述のミスを指して「ヌケサク」と罵った際、自分のあだ名を言い当てられたと誤解して驚いて彼を呆れさせている。
自分を馬鹿にしていた仲間たちが全員ジョースター一行に敗れたことに一時は喜んでいたものの、結果として自身も戦線に出ざるをえなくなり、女の顔でジョースター一行に近寄り欺こうとする。だが、後頭部を他人に向けた状態では両手の向きが逆になることに気付かなかったために見破られ、承太郎に吸血鬼の不死性を確かめるためのオラオララッシュの餌食にされたうえ、捕らえられる。そして、ジョースター一行からDIOの眠る棺桶のある部屋への案内と棺桶を開けることを強要され、内心でDIOに助けを求めつつ渋々と従うが、DIOによって全身を輪切りにされた状態で棺桶に押し込められた。
テレビアニメ版では、半年前にDIOがザ・ワールドのスタンドのパワーとスピードを試すために散弾銃を撃たせた部下が彼であったことが明かされている。
OVA版には登場せず、アヴドゥルがDIOの眠る棺桶を開けた途端にDIOによって攻撃されるシーンに変更されている。
原作漫画の北米版では "Loser"（ルーザー）と改名されているが、それ以外のメディアの北米版では "Nukesaku"（ヌケサク）のままである。

### その他の登場人物
空条 ホリィ（くうじょう ホリィ）
声 - 深見梨加 / 佐久間レイ（前半）、安藤ありさ（後半） / 不明 / なし / 高木礼子
旧姓ジョースター。イギリス系アメリカ人であるジョセフとイタリア系アメリカ人であるスージーQの間に生まれた娘。日本人ジャズミュージシャンの空条貞夫と結婚し、承太郎の母親となった。45歳。
母に似て非常に明るい性格。底抜けの親馬鹿であり、承太郎を溺愛している。DIOの呪縛によって発現したスタンドの影響による高熱で倒れ、余命50日と宣告される。呪縛を解くためにはDIOを倒すしかないと判断したジョセフたちは、時間と戦いつつエジプトへ向かう。終盤で容体が急変し危篤状態に陥るが、最終的には承太郎がDIOを倒したことで生還する。
「『ホリィ』は日本語では『聖なる』という意味」とジョセフに説明し、日本では自らを「聖子（聖子ちゃん）」と呼ばせようとした。なお、空条邸の表札は旧字体で「空條」と書かれている。
実父・ジョセフや実子・承太郎同様、彼女もまたジョースター家の血統でありスタンド能力を秘めているため、承太郎のスタンドであるスタープラチナの動きを目で追うなど一般人には見えない超常現象が見えている。
テレビアニメ版第1期第26話では、エピローグにて描かれたエリナの臨終のシーンで幼少期のホリィが描かれている。
綴りは "Holy" であるが、Part3対戦型格闘ゲームおよび原作漫画の北米版では "Holly" と改名されている。他のメディアの北米版では原作どおりである。
スタンド（名前はない）
初期はキイチゴのように実や葉がついた、後期はハーミットパープルに似たイバラ状のスタンド。ホリィの背中に発現した。闘争心を持たないおっとりとした性格のホリィには制御できず、本体の命を蝕むだけであったが、DIOの死亡と同時に消失した。作中では能力について明かされていないが、「癒やしの能力」であるという原作者・荒木飛呂彦による設定がある。
空条 貞夫（くうじょう さだお）
ホリィの夫で承太郎の父親。職業はジャズミュージシャン。演奏旅行中のため、本作の冒頭と家系図に名前のみ登場。
スージーQ・ジョースター
声 - 斉藤庄子 / 来宮良子 / なし / なし / 小島幸子
Part2に登場したジョセフの妻。ホリィの母親で、承太郎の母方の祖母に当たる。ペットにカメを飼っている。
高齢を感じさせない好奇心と行動力に溢れており、執事のローゼスにはしばしば注意されているが、家族に迫った危機を察してジョセフを信じ続ける芯の強さも見せる。
Part3での初登場は原作ではジョースター一行のエジプト上陸後であるが、テレビアニメ版ではそれに先行して追加されたジョセフの潜水艦内電話シーンから登場している。
Part4の頃も登場しないものの健在であり、隠し子（仗助）の存在が発覚したジョセフへ激怒したことが承太郎によって語られている。
綴りは "Suzi Q" だが、原作漫画の北米版では、"Suzie Q" と改名されている。
ローゼス
声 - 清川元夢（テレビアニメ版）
ジョースター家に30年間仕えている執事。ホリィが小学校へ通っていた頃から仕えている。スタンド使いではなく、知識も無いが、立ち食いソバの客層やコンドームの自販機を知っているなど、日本通。護衛も兼ねているらしく、体格のいいヤクザを立ち蹴り1発で倒す強さを持っている。
テレビアニメ版ではスージーQと同様に登場時期が原作より早い。また、スージーQの押しには弱い一面も見せている。
テレビアニメの北米版では、"Rosas"（ローザス）と改名されている。
アン（家出少女）
声 - 吉田古奈美（現・吉田小南美） / なし / 不明 / なし / 釘宮理恵
英領香港でジョースター一行が乗った船へ密航していた家出少女。初登場時は帽子を被り男装しており、強がってジョースター一行に反発していたが、海で承太郎に救助された際に女であることが露見。船が爆破された後は、シンガポールまでジョースター一行に同行した。
当初は「シンガポールにいる父親に会うため」と語っていたが、実際は「今のうちに世界を旅したい」という理由の家出で、生活力はたくましく値切りが上手い。承太郎に「カッコいい」と想いを寄せていた。一般人でありスタンドは視認できないが、たびたびスタンド使いとの戦いに巻き込まれる。
シンガポールに到着後、ジョースター一行と一旦別れるもその後インドで再会。しかし、足手まといで危険という理由でパキスタン国境までの同行にとどまり、飛行機代を出してもらった上で香港へ送り返された（承太郎の発言より）。テレビアニメ版では空港で別れるシーンが補完されており、そこでホリィの存在と事情を聞かされて飛行機内から承太郎に激励の言葉をかけている。
原作では本名は明かされず、便宜上「家出少女」「家出娘」、ドラマCDでは「不良少女」と呼ばれていた。テレビアニメ版では作者の命名により「アン」が本名として設定された。
シェリー・ポルナレフ
声 - 根谷美智子 / 久保さゆり / 不明 / なし / 小松由佳
ポルナレフの妹。3年前にJ・ガイルによって辱められた末、惨殺された。テレビアニメ版ではポルナレフの回想シーンにて彼から傘をプレゼントされたエピソードが追加されている。
紅海の小島でカメオのスタンドによって作り出されたシェリーの土人形（人喰いゾンビ）がポルナレフを襲うが、アヴドゥルによって破壊された。テレビアニメ版ではポルナレフが自らの手で土人形にとどめを刺すという展開へ変更されている。
ソフィー
声 - 萩森侚子（ドラマCD版）
シェリーのクラスメイト。名前はドラマCD版から。シェリーと共にJ・ガイルに襲われたがソフィーは助かり、彼の両手が右手であることを証言する。OVA版では襲われた際に首を切られ、死亡した。
マレーナ
声 - 甲斐田裕子（テレビアニメ版）
アレッシーに幼児化させられたポルナレフを助けた女性。ポルナレフを入浴させている最中にアレッシーに襲われ、胎児まで戻される。アレッシーが倒されたことによって元に戻り、自分を助けてくれた人物がポルナレフではないかとおぼろげながらに察するが、彼女の身の安全を考えたポルナレフに否定された。
原作では特に名前が設定されていなかったが、テレビアニメ版ではこの名前が設定されている（ただし、エンドロール表記のみ）。
ウィルソン・フィリップス
声 - なし / 滝口順平 / なし / 佐藤正治 / チョー
DIOが乗り込んだ車に乗っていた、エジプト滞在中のアメリカ合衆国上院議員。最初はDIOの暴挙にも笑顔で穏やかに諭す紳士ぶりだったが、前歯を折られると激怒して高圧的な態度に出た。しかし、DIOに車の運転を強要されて歩道の民衆たちを轢くなどの凶行をさせられた末に殺害され、死体はジョセフらの乗っているトラックへ放り投げられた。本誌掲載時と単行本では初登場時の顔と台詞が変更されている。なお、OVA版では凶行のショックで精神が崩壊した。テレビアニメ版では轢くシーンそのものはカットされている（車に付着した血痕によって間接的に描写されている）。
名前の由来はアメリカの女性コーラスグループ「ウィルソン・フィリップス」。
テレビアニメの北米版では、単に "Senator Phillips"（フィリップス上院議員）と表記されている。

### 小説版オリジナルの登場人物
アブサロム
ヌビア砂漠に突然現れた機関車“凶悪連結器（サタニック・カプラー）号”の運転手をしている、白い民族衣装をまとった褐色の肌の青年。かつては文明（特に列車）に憧れ、「文明社会の中でしか人間は幸せになれない」とまで考えて砂漠での未開の生活を恥じていたが、4年前に家族でカイロへ旅行に行った際に列車事故に遭い、両親の命と妹の声を失ったことから、文明にも失望と憎悪を抱いている。その後、DIOにより妹共々スタンドの才能を見いだされ、DIOの創る砂漠とも文明社会とも違う第三の世界が安住の地となり、また妹の声も取り戻せると信じて忠誠を誓い、刺客となった。一度は砂漠で疲弊しきったジョースター一行を救うが、彼らを自らのスタンド「サタニック・カプラー」に閉じこめ、ミカルと共に希望から絶望に突き落として殺そうとする。しかし、とっさの機転で承太郎、ポルナレフ、イギーにサタニック・カプラーから脱出されて取り逃がしてしまった後、故郷であるオアシスの村で一命を取り留めたジョースター一行と再び対峙するが、その村の少年を攻撃の巻き添えにしたことから承太郎の怒りを買い、救出されたジョセフの策によって動きを封じられた隙に弱点の底部へスタープラチナのラッシュを叩き込まれ、サタニック・カプラーを破壊される。それでも超小型化したサタニック・カプラーをアヴドゥルの体内に忍び込ませて最後の抵抗を試みるが、同じく小型化したスタープラチナとハイエロファントグリーンの前に敗れ、再起不能となる。妹ともども命まではとられず、その後はジョースター一行を悪人と勘違いした村人たちに救助され、村で生活することを決意する。
サタニック・カプラー（凶悪連結器）
スクラップなどの物質と合体して実体化する列車型のスタンド。登場初期はEMD社のDP35に似たディーゼル機関車のような姿をしていたが、内部に取り込んだジョースター一行の列車に関する情報、およびイギーが列車に抱く怪物じみたイメージを吸収したことで、フランス国鉄のTGV-Aに似たフォルムに無数のトゲとクワガタムシの顎が付いたような姿へ変貌する。外壁はスタープラチナとシルバーチャリオッツの攻撃にも傷一つ付かないほど固く、内壁はいかなる衝撃も吸収して受け流す。ただし、構造自体は列車と同様のため、破壊はできなくても分解することは可能。スピードについてもバイク並みの加速性能と時速500kmを超えるトップスピード、自転車並みの小回りを併せ持つ。また、ラバーズのように小型化して人体に潜り込むこともできるが、その際に本体が攻撃を受けるなどして意識を失うと自爆する（とアブサロムは語ったが、真偽は不明）。
ミカル
アブサロムの妹。4年前の事故の後遺症で声を出せない。アブサロムに付き従い、スタンド「ダーク・ミラージュ」で蜃気楼の街を造り出して彼を援護する。アブサロムのようにDIOの思想に染まっているわけではなく、戦うことに躊躇している。それでもジョースター一行との再戦の時には実体化した蜃気楼の街に潜み、小型に実体化した石油タンクをミサイルのようにぶつけることでポルナレフを火だるまにするが、彼に隠れ場所を見破られてシルバーチャリオッツの一撃で敗北、戦闘不能となった。その後はアブサロム同様、村人に救助された模様。シルバーチャリオッツによる一撃は峰打ちだったので、ミカル自身は気絶しただけで無傷である（ポルナレフは女性に弱く、たとえ敵であっても傷つけることは彼のポリシーが許さなかったため）。
ダーク・ミラージュ（闇の蜃気楼）
蜃気楼を実体化できるスタンド。透明なクリスタル状の身体の胸には、七色の光が揺れる大きな集光レンズがはめ込まれている。実体化した蜃気楼は現実の法則や常識にとらわれない形で存在できるため、見る者の感覚を狂わせて次第に精神を崩壊させていく。また、実体化した蜃気楼で攻撃もできる。夜や砂嵐の時など蜃気楼が存在しえない状況では発動できないが、周囲にないはずのビル群や潜水艦も実体化させていたことから、通常の蜃気楼と原理は異なる。
書記アニ
カイロにてジョースター一行の命を狙うDIOの刺客。ミイラのような老人で、自らを古代エジプトのバァ（魂）転生の秘法によって新王国時代より生き続けてきた存在であると語り、同じく永遠の命を持つDIOと共にエジプトを拠点として世界の覇者となるべく忠誠を誓う。古代エジプトの創造の神「プタハ神」の啓示を受けたスタンド「創世の書」を操り、ジョセフとポルナレフを窮地に追い込む。後から駆けつけた承太郎をも古代エジプト最強の神獣「アメミット」で圧倒するが、ジョセフとポルナレフの策によってアメミットを消され、承太郎のオラオララッシュによって身体が砕け散り、スタンドもろとも消滅した。結局、正体は謎のままであった。
創世の書
紀元前1500年頃の新王国時代の遺跡から出土したパピルスの歴史書。しかし、その記述は紀元前3000年頃の初期王朝時代から現代にまで及んでいる。正体はアニを本体とする実体化したスタンドであり、彼がこれを読み上げる（黙読でも可）ことで歴史を実体化できる。その内容は歴史上の事実に限らず、スフィンクスやオシリスの審判といった伝承の類でも可能で、呼び出されたものはハーミットパープルでも見破ることが困難。ただし、一度に呼び出せるのは1つの事象だけであり、本のページが傷つくと、そのページを読んで呼び出されたものは消えてしまう。

### ドラマCD版オリジナルの登場人物
スタンド使いの老人
声 - 永井一郎
第1巻第2章に登場。本名は不明。DIOとは無関係のスタンド使いで89歳。スタンド使いを操って互いに争わせてそれを見物することを楽しみとしている。インドにやって来たジョースター一行の面々をスタンド能力で次々と操り、その目論見は達成されたかに見えたが、機転を利かせたジョセフの策によって敗北。生き甲斐を失ったことで認知症を発症し、リタイアした。
ストレンジ・リレイション
本体の奏でる手回しオルガンの音色を聞いた者を操る。また、超低周波を発して物体を破壊することもできる。
クレメンタイン
声 - 沢海陽子
第2巻に登場。酒場で絡まれていた所をホル・ホースに助けられる。ポルナレフに飛びつきホル・ホースを逃がすなど立ち位置は原作のネーナに似ているが、スタンド使いではない。病気で寝込んでいる父がいる。

## 関連用語
スタンド（幽波紋）
詳しくはスタンド (ジョジョの奇妙な冒険)を参照。
肉の芽
詳しくはディオ・ブランドー#吸血鬼としての能力を参照。
吸血鬼
Part1・2では石仮面の力を得た者を「吸血鬼」、吸血鬼のエキスを体内へ注入された人間・死者を「屍生人（ゾンビ）」と区別していた。Part3では後者も「吸血鬼」と呼称している。前者はDIOのみ、後者がヴァニラ・アイスやヌケサクである。Part3には石仮面は登場しない。どちらであっても太陽光（＝紫外線）または波紋を受けると消滅するという点は過去作から共通している。
再起不能（リタイア、リタイヤ）
敗北して戦闘不能となったスタンド使いが、物語から退場する際に用いられる表現。ただし、これは「敗北して重傷を負ったものの、命だけは助かった者」たちに対してのみであり、ペット・ショップやDIOなどのように敗北して致命傷を負い、そのまま戦死した者たちに対しては「死亡」と表現される。Part4以降でも用いられる。
TO BE CONTINUED
話の区切りに登場する「TO BE CONTINUED」と書かれた左矢印。サン（太陽）との戦い以降から使用され、Part4以降やゲームでも使用されることがある。テレビアニメ版では第1期第1話から使用されている。

## 書誌情報
- 『ジョジョの奇妙な冒険』12 - 28、ジャンプ・コミックス、1989年 - 1992年、全17巻
- 『ジョジョの奇妙な冒険』1 - 11「Part3 スターダストクルセイダース」、集英社ジャンプリミックス、2001年 - 2002年、全11巻
- 『ジョジョの奇妙な冒険』8 - 17「Part3 スターダストクルセイダース」、集英社文庫、2002年、全10巻
- 『ジョジョの奇妙な冒険 スターダスト・クルセイダース』、集英社ジャンプリミックス、2005年、全10巻
- 『ジョジョの奇妙な冒険 第3部 スターダストクルセイダース 総集編』、集英社マンガ総集編シリーズ、2013年、全5巻
- 『ジョジョの奇妙な冒険 ［函装版］ JOJONIUM』8 - 17、愛蔵版コミックス、2014年 - 2015年、全10巻

## 派生作品

### 小説
- 『ジョジョの奇妙な冒険』 （1993年、ジャンプ ジェイ ブックス）
  - 『砂漠発地獄行』（著：関島眞頼。書き下ろし）
  - 『熱き砂の墓標』（著：山口宏。1993年『ジャンプノベル』掲載分を収録）

Part3を題材にした小説作品。エジプト上陸後を中心に、オリジナルのスタンド使いが登場。
- 『野良犬イギー』 （著：乙一、2022年、ジャンプ ジェイ ブックス）

『JOJO magazine 2022 SPRING』に掲載された。Part3の前日譚で、アブドゥルがイギーと出会うまでを描いた話。

### 漫画
- 『ジョジョの奇妙な冒険 クレイジー・Dの悪霊的失恋』（原作：上遠野浩平、漫画：カラスマタスク）

『ウルトラジャンプ』2022年1月号より連載が開始されたスピンオフ作品。時系列は原作Part4の前日談に当たり、Patr4の主人公である東方仗助が空条承太郎と出会う前、まだ仗助のスタンドが「クレイジー・ダイヤモンド」と名付けられる以前に杜王町で起きた事件を描いている。Part4の前日談だが、Part3の登場人物であるホル・ホースやボインゴがストーリーに大きく関わり、花京院典明の親族も登場するなど、Part3の後日談的な内容にもなっている。原作者である荒木飛呂彦は『Original Concept』という形で作品に関わるため、原作者が執筆しないジョジョの奇妙な冒険のスピンオフ漫画連載作品はこれが初になる。

### CDカセットブック
Part3を題材にしたドラマCD作品。CDとカセットテープの2つのメディアで発売された。脚本は山口宏、演出は三間雅文、音楽は長谷川智樹。
集英社カセットブック ジョジョの奇妙な冒険 第1巻 空条承太郎見参の巻
1992年12月発売。
収録内容
1. 第1章 静かなる暗殺者。花京院典明〜ハイエロファント・グリーン!
2. 第2章 幻惑の旋律〜ストレンジ・リレイション!

オリジナルストーリー。DIOとは無関係の「スタンド使いの老人」が登場する。
集英社カセットブック ジョジョの奇妙な冒険 第2巻 アヴドゥル死すの巻
1993年3月発売。
収録内容
1. 第1章 戦慄の吊られた男（ハングドマン）〜J・ガイル
2. 第2章 皇帝（エンペラー）の凶弾〜ホル・ホース

承太郎とホル・ホースが戦うオリジナルシーンが追加されている。
集英社カセットブック ジョジョの奇妙な冒険 第3巻 DIOの世界の巻
1993年7月発売。
収録内容
1. 第1章 DIOの世界・前編
2. 第2章 DIOの世界・後編 遥かなる旅路・さらば友よ

### OVA
ジョジョの奇妙な冒険（第1期）
1993年から1994年にかけて発売された。全6話。Part3の後半部のアニメ化作品。エジプトでの戦いを描く。
ジョジョの奇妙な冒険（第2期）
2000年から2002年にかけて発売された。全7話。Part3の前半部のアニメ化作品。
原作者・荒木飛呂彦の「構成上1時間程度では描けない第1部、第2部よりも第3部のエピソードのひとつを綿密にアニメ化したほうがいいのでは」という提案を受け、監督の北久保弘之により主人公側のキャラクターが全員かたよりなく登場するンドゥール編が選ばれた。荒木は「ベスト・セレクション」と評している。
これらの事情から、原作の途中のエピソードから映像化する形が取られており、ストーリーの大幅な簡略化や一部改変が為されている。また、後記するテレビアニメ版『ジョジョの奇妙な冒険 スターダストクルセイダース』が原作再現を重視しているのに対して、こちらは演出を重視した内容となっている。
2007年5月25日には、上記アニメ作品を全て収録したDVD-BOX『ジョジョの奇妙な冒険 第3部 スターダストクルセイダース DVD-BOX』が発売された。なお、OVAの作中（Adventure 6 -報復の霧-）で表現に不適切な部分があり、作品を収めたDVDについて出荷停止処置がとられている。

#### スタッフ
- 原作 - 荒木飛呂彦
- 監督 - 北久保弘之（8-13）、二村秀樹（1-3）、古瀬登（1）、菊地康仁（2）、浦田保則（3）、小林孝志（4、5、7）、山中英治（6）
- 企画 - 後藤広喜（8）→中野和雄、堀江信彦（9-13）→野村和史（1-7）
- 製作 - 安齋富夫（8）→山縣宏之（9-13）→酒匂幅彦、山中三千男、野村和史、川島晴男（1-7）
- キャラクターデザイン - 羽山淳一
- ビジュアルワークス - 二村秀樹（1-7）
- 美術監督 - 南郷洋一（8-13）→桑原悟（1-7）
- 撮影監督 - 岡崎英夫（8-13）
- デジタル・コンポジット - 田中宏侍（1-7）
- Music composed &arranged - Marco d'Ambrosio（マルコ・ダンブロシオ）（8-13）
- Music - Marco d'Ambrosio（マルコ・ダンブロシオ）、MarcoCo.（1-7）
- Sound Design - Tom Myers（1-13）、Gary Bydstrom（8-13）
- Sound Effects Editor - Al Nelson（1-7）
- プロデューサー - 野村和史（1-13）、大徳哲雄（8-13）→遊佐和彦、谷坂睦美（1-7）
- アニメーション制作 - A.P.P.P.
- 製作・著作 - 集英社

#### 各話リスト
| 話数         | サブタイトル                                    | 脚本       | 絵コンテ                    | 演出           | 作画監督                                       | 総作画監督 | 発売日                                          | おことわりの読み上げ |
| ------------ | ----------------------------------------------- | ---------- | --------------------------- | -------------- | ---------------------------------------------- | ---------- | ----------------------------------------------- | -------------------- |
| Adventure.1  | -悪霊-                                          | 高島健一   | 古瀬登                      | 小寺勝之       | 羽山淳一                                       | -          | 2000年5月25日（DVD）                            | 小杉十郎太           |
| Adventure.2  | -法皇の緑-                                      | 高島健一   | 古瀬登、羽山淳一 二村秀樹   | 菊地康仁       | 羽山淳一                                       | -          | 2000年8月25日（DVD）                            | 鈴置洋孝             |
| Adventure 3  | -銀の戦車&力-                                   | 川口高朗   | 金剛寺弾、田中雄一 二村秀樹 | 浦田保則       | 田中雄一、寺沢伸介 山沢実 宮澤努（エフェクト） | 羽山淳一   | 2000年10月27日（DVD）                           | 森功至               |
| Adventure 4  | -皇帝と吊られた男-                              | 川口高朗   | 古瀬登 二村秀樹             | 土屋日         | 山沢実 金剛寺弾・小林誠（エフェクト）          | 羽山淳一   | 2001年4月27日（DVD）                            | 若本規夫             |
| Adventure 5  | -裁き-                                          | 川口高朗   | 小林孝志                    | 小林孝志       | 寺沢伸介、岡本健一郎 山沢実、金剛寺弾          | 羽山淳一   | 2001年7月27日（DVD）                            | 麦人                 |
| Adventure 6  | -報復の霧-                                      | 高島健一   | 山中英治                    | 山中英治       | 植田洋一                                       | 羽山淳一   | 2001年9月28日（DVD）                            | 小杉十郎太           |
| Adventure 7  | -正義-                                          | 高島健一   | 長濱博史                    | 小林孝志       | -                                              | 羽山淳一   | 2002年1月25日（DVD）                            | 大塚周夫             |
| Adventure 8  | 「愚者」のイギーと「ゲブ神」のンドゥール -前編- | -          | 佐々木洋                    | -              | 羽山淳一 宍戸聡（メカエフェクト）              | -          | 1993年11月19日（VHS、LD） 2002年8月23日（DVD）  |                      |
| Adventure 9  | 「愚者」のイギーと「ゲブ神」のンドゥール -後編- | -          | 森川定美                    | -              | 羽山淳一 宍戸聡（メカエフェクト）              | -          | 1993年12月17日（VHS、LD） 2002年8月23日（DVD）  |                      |
| Adventure 10 | ダービー・ザ・ギャンブラー                      | -          | ますなりこうじ              | ますなりこうじ | 岸田隆宏                                       | -          | 1994年7月21日（VHS、LD） 2002年9月20日（DVD）   |                      |
| Adventure 11 | DIOの世界 -亜空の瘴気ヴァニラ・アイス-          | -          | 富永恒雄                    | 阿部雅司       | 菊地康仁                                       | -          | 1994年8月9日（VHS、LD） 2002年9月20日（DVD）    |                      |
| Adventure 12 | DIOの世界 -花京院 結界の死闘-                   | 今敏       | 今敏                        | 今敏           | 栗尾昌宏 宍戸聡（メカエフェクト）              | -          | 1994年10月21日（VHS、LD） 2002年10月25日（DVD） |                      |
| Adventure 13 | DIOの世界 -さらば友よ-                          | 北久保弘之 | 北久保弘之                  | 北久保弘之     | 羽山淳一 江面久（メカエフェクト）              | -          | 1994年11月18日（VHS、LD） 2002年10月25日（DVD） |                      |

#### 特典
各DVDには特典映像が収録され1-7巻までは鑑賞後に上記の声優陣によるおことわりの読み上げが鑑賞できる。
Adventure 1：羽山淳一、小杉十郎太、深見梨加インタビュー
Adventure 2：設定資料集
Adventure 3：カラー設定資料集
Adventure 4：スタッフインタビュー（羽山淳一）
Adventure 5：スタッフインタビュー2（羽山淳一）
Adventure 6：スタッフインタビュー3（トム・マイヤーズ）
Adventure 7：イラストコレクション（1-7のパッケージイラスト、US版ポスター、イベント用チラシ）

### テレビアニメ
『ジョジョの奇妙な冒険 スターダストクルセイダース』のタイトルで、2014年4月より放送された。4クール（2014年4月2クール、2015年1月2クール）。

### ゲーム
ファミコンジャンプII 最強の7人
1991年12月2日にバンダイから発売されたファミリーコンピュータ用RPG。
ジョジョの奇妙な冒険
1993年3月5日にコブラチームより発売されたスーパーファミコン用RPG。原作とはストーリーが大きく異なる。
ジョジョの奇妙な冒険
1998年12月から稼働しているカプコンのアーケード用対戦型格闘ゲーム。
1999年10月14日にPlayStationへの移植版が発売された。
ジョジョの奇妙な冒険 未来への遺産
1999年9月にアーケードで稼働した、上記の対戦型格闘ゲームのリニューアルバージョン。
同年11月25日には前作と『未来への遺産』の両方を収録したドリームキャスト版も発売された。
クルセイド
2014年1月24日より『ジョジョの奇妙な冒険 The Animation』のシリーズタイトルで参戦。本章『スターダストクルセイダース』のカードは同年9月9日に先行公開された。9月19日、ブースターパックが発売。1BOXにつき、「U-020 空条承太郎（オレが裁く）」 / 「U-013 モハメド・アヴドゥル（運命のカード）」 / 「U-004 ジョセフ・ジョースター（わしと帰るぞ）」の各パラレル（絵違い）カード（ランダム封入）が付く。クルセイドポイント交換所には新規プロモーションカード「C-P001 隠者の紫（チャンネル念聴）」が追加される。

## 制作背景・その他
- 承太郎は物語初期には「ジョジョ」と呼ばれていたが、次第に「承太郎」で統一されるようになった。以降の作品でも、ごく初期を除いて「ジョジョ」の呼称は使われなくなっていく。また、本作からジョースター家の血筋を引いた者には首のつけ根に「星型のアザ」があると設定された。
- 時代設定は1980年代後半、連載時点での現代である。厳密な設定年は1987〜88年設定と、1988〜89年設定の2つがある。前者は画集『JoJo6251 荒木飛呂彦の世界』の年表[41]および集英社による公式サイト[42]、テレビアニメでのテロップを根拠としている。後者は単行本冒頭の家系図、およびPart4・5・6の作中の描写を根拠としている。画集に掲載された年表では作中の時間経過が1987年11月下旬から年をまたぎ、1988年1月上旬までであることが確認できる[41]。しかしながら、そのほかの資料で年をまたぐ事について直接言及したものはない。作者自身は著書中で1988年としているが、年またぎについては触れておらず、物語の開始時もしくは終了時について述べているのかは不明である[43]。派生ゲームの『オールスターバトル』では1988・89年設定が採用されている。
- 本作の旅のルートはジュール・ヴェルヌの小説『八十日間世界一周』の逆コース[44]で、作中でも言及されるシーンがある。承太郎が学生服を着たまま砂漠を旅するというのは横山光輝の漫画『バビル2世』の影響を受けてのもの[15][44]。東洋文化が登場することは今までのシリーズでもあった（第一部の時点から存在し、波紋は「センドー（仙道）」である）が、東洋そのものが描かれた、シリーズ初めての作品である。
- 登場人物の名称は他のPart同様、主に洋楽のアーティスト名やバンド名などをアレンジしたものが多い。そのため、本作の国際展開ではアーティスト名と同姓同名のキャラクターは改名されている場合がある。
- 作中のタロットカードのデザインが、連載時ならびに初期の単行本刊行時と、重版後の単行本刊行時ならびに文庫版刊行時とでは大幅に変わっている。これは連載時のタロットカードのデザインが著作権侵害とみなされ、変更せざるを得なくなったためである。重版後のタロットカードのデザインは、劇中に登場した「トト神」の漫画風キャラクターデザインに変更されている。荒木は自身および当時の担当編集者の似顔絵も「トト神」の漫画風に描いた。
- Part1開始以来、グレーフライの「なんか騒騒しいのォ」というセリフまで畳語の表記に踊り字「々」が使われていなかったが（例 「正正堂堂」「我我」）、これ以降は使われるようになった。
- 25巻以降、全ての漢字にルビが振られるようになった（正確には、漢数字を除く）。
- 20巻に、トト神の漫画が旅行客の男性の死亡を予知する（正確には乗ったバスが事故に会い、死亡する）描写があるが、これが2001年のアメリカ同時多発テロを予言するかのような描写だとして一部で話題となった。理由としては、事故死した男性の着ていた服に「911」と書かれており、サメのような顔をした飛行機がそばを飛び、イスラム教のシンボルである三日月が描かれている。さらに、死亡する直前に男性が「おっ、十時半だ」とバスの時刻を呟いているが、これは貿易センタービルが崩落した時刻でもあった。荒木はこの噂に対して「考えずに描いてた」と述べている[45]。当該の場面が描かれたのは1990年（事件の11年前）のことである。作者がこの噂を知ったのは2007年5月ごろと、噂が出始めた時期と比べるとかなり遅かったようである[45]。TVアニメ版では服の「911」の文字は削除されている。
- OVA版においてコーランが登場人物によって不適切に扱われた場面があるとされ、2008年に指摘を受けた製作元の集英社とA.P.P.Pはこれに謝罪。OVAおよび原作の一部、画集の出荷を一時的に停止する措置がとられた[46]、その後の2009年2月より原作の該当箇所を訂正した改訂版が販売再開されている[47]（詳細については「ジョジョの奇妙な冒険#日本国外での反響」を参照）。
- 荒木は画集『JoJo6251 荒木飛呂彦の世界』において、好きなキャラクターとして承太郎やDIO、ダービー、ンドゥールを挙げ、それなりに美学を持ったキャラクターが好きだと語り、嫌いなキャラクターとして嫌な奴を描こうと思って描いたヴァニラ・アイスを挙げている[15]。また、Part3対戦型格闘ゲーム関連のインタビューでは、第3部で気に入っているキャラクターとして承太郎、DIO、呪いのデーボを挙げている[48]。
- 荒木によるとPart1連載開始時から主人公に敗れた敵が復活して子孫を襲うというPart3までの構想が考えられていたという。Part3からスタンドが誕生したことについては担当編集に「もう波紋は古いよな」と言われたことがきっかけで、色々と考えた末に守護霊をイメージしたスタンドが生まれた[44]。スタンドとタロットカードを結びつけたのはスタンドの個性を作っていきたかったからだと説明している[15]。